# 요크타운 전역
요크타운 전역(영어: Yorktown campaign)은 버지니아 전역(Virginia campaign)으로도 알려져 있으며, 1781년 10월 요크타운 전투로 절정에 달한 미국 독립 전쟁 중 일련의 군사 작전과 전투를 일컫는다. 이 전역의 결과는 영국 육군의 찰스 얼 콘월리스 장군 부대의 항복이었고, 이는 심각한 평화 협상의 시작과 전쟁의 최종 종결로 직결되었다. 이 전역은 영국 지도자들의 불화, 우유부단함, 의사소통 부족으로 특징지어지며, 프랑스와 미국 측의 때로는 명령을 위반하면서도 협력적인 결정들로 특징지어진다.
이 전역에는 그레이트브리튼 왕국과 프랑스의 지상 및 해군 병력, 그리고 미국의 지상 병력이 참여했다. 영국군은 1781년 1월부터 4월 사이에 버지니아주로 파견되어 5월에 남부 주들을 거쳐 북쪽으로 이동한 콘월리스의 군대와 합류했다. 이 병력은 처음에는 버지니아 민병대의 미약한 저항을 받았지만, 조지 워싱턴 장군은 질베르 뒤 모티에 드 라파예트 후작과 앤서니 웨인에게 대륙육군 병력을 보내 영국군이 초래하는 약탈과 경제적 혼란에 맞서게 했다. 그러나 연합된 미군은 연합된 영국군에 맞서기에는 수가 부족했고, 영국군 총사령관인 헨리 클린턴 경의 논란의 여지가 있는 혼란스러운 명령이 잇따른 후에야 콘월리스는 7월에 요크타운으로 이동하여 당시 직면한 지상군에 대해서는 강력하지만 해상 봉쇄와 포위 공격에는 취약한 방어 진지를 구축했다.
북아메리카와 서인도 제도의 영국 해군 병력은 프랑스와 스페인의 연합 함대보다 약했고, 영국 해군 사령관들의 몇 가지 결정적인 결정과 전술적 실책 이후, 폴 드 그라스의 프랑스 함대는 체서피크만에 대한 통제권을 확보하여 콘월리스를 해상 지원으로부터 봉쇄하고 추가 지상군을 상륙시켜 육지에서도 그를 봉쇄했다. 영국 왕립 해군은 이 통제권을 다투려 했지만, 토머스 그레이브스 제독은 9월 5일의 결정적인 체사피크만 해전에서 패배했다. 뉴욕 외곽에 집결했던 미국 및 프랑스군은 8월 말 남쪽으로 이동하기 시작하여 9월 중순 요크타운 근처에 도착했다. 이들의 움직임에 대한 기만술은 클린턴이 콘월리스에게 더 많은 병력을 보내려는 시도를 성공적으로 지연시켰다.
요크타운 포위전은 1781년 9월 28일에 시작되었다. 포위전을 단축시켰을 것으로 보이는 한 조치로, 콘월리스는 외곽 방어선 일부를 포기하기로 결정했고, 포위군은 그의 두 보루를 성공적으로 점령했다. 그의 진지가 유지될 수 없다는 것이 명백해지자, 콘월리스는 10월 17일 협상을 시작하여 이틀 후에 항복했다. 이 소식이 런던에 전해지자 노스 경의 정부가 무너졌고, 뒤이은 로킹엄 내각이 평화 협상에 들어갔다. 이는 1783년 파리 조약으로 절정에 달했으며, 조지 3세는 독립적인 미국을 인정했다. 클린턴과 콘월리스는 전역에서의 자신들의 역할에 대해 공개적인 설전을 벌였고, 영국 해군 지휘부 역시 패배로 이어진 해군의 부족한 점들을 논의했다.

## 배경
1780년 12월까지, 미국 독립 전쟁의 북아메리카 전선은 결정적인 전환점에 도달했다. 대륙육군은 그 해 초에 주요 패배를 겪었으며, 남부의 군대는 찰스턴 상실과 캠던 전투에서 포로가 되거나 흩어졌고, 북부에서는 조지 워싱턴의 군대와 북아메리카 주둔 영국군 총사령관인 헨리 클린턴 경이 뉴욕 주변에서 서로를 주시하고 있었다. 국가 통화는 사실상 가치가 없었으며, 여섯 번째 해에 접어드는 전쟁에 대한 대중의 지지는 약화되고 있었고, 군대 병사들은 봉급과 근무 조건에 대한 불만으로 반란을 일으키고 있었다. 미국 측에 유리하게도, 남부에서의 왕당파 병력 모집은 10월의 킹스 마운틴 전투에서 심각한 타격을 입었다.

### 1781년 프랑스 및 미국 계획
버지니아는 1779년까지는 군사적 주목을 거의 받지 못했는데, 그 해 습격으로 인해 주 전체의 조선 능력이 대부분 파괴되고, 미국에게 중요한 무역 품목이었던 대량의 담배가 점령되거나 파괴되었다. 버지니아의 유일한 방어는 지역에서 소집된 민병대 부대와 1779년 습격으로 사실상 전멸했던 버지니아 주 해군이 전부였다. 민병대는 슈토이벤 남작이라는 까다로운 프로이센인 훈련 교관의 지휘 아래 있었는데, 그는 훌륭한 훈련 교관이었음에도 불구하고 부하들을 소외시켰을 뿐만 아니라 주의 주지사인 토머스 제퍼슨과도 어려운 관계를 맺었다. 슈토이벤은 체스터필드에 새로운 대륙육군 신병을 위한 훈련소를 설립했고, 웨스트햄에는 무기와 탄약 제조 및 수리를 위한 "공장"을 세웠다.
프랑스 군사 계획자들은 1781년 전역을 위해 경쟁적인 요구 사항들의 균형을 맞춰야 했다. 미국인들과의 일련의 협력 시도가 실패로 끝난 후(로드아일랜드 뉴포트와 조지아 사바나에 대한 공격 실패로 이어짐), 그들은 북아메리카에서 더 적극적인 참여가 필요하다는 것을 깨달았다. 그러나 그들은 또한 자메이카의 영국 거점에 대한 공격 가능성이 있는 스페인과의 행동도 조율해야 했다. 스페인군은 포위된 지브롤터를 강화하려는 예상되는 영국군의 시도를 처리한 후에야 자메이카에 대한 작전에 관심을 가졌으며, 단순히 서인도 제도 함대의 움직임에 대한 정보를 받기를 원했을 뿐이었다.

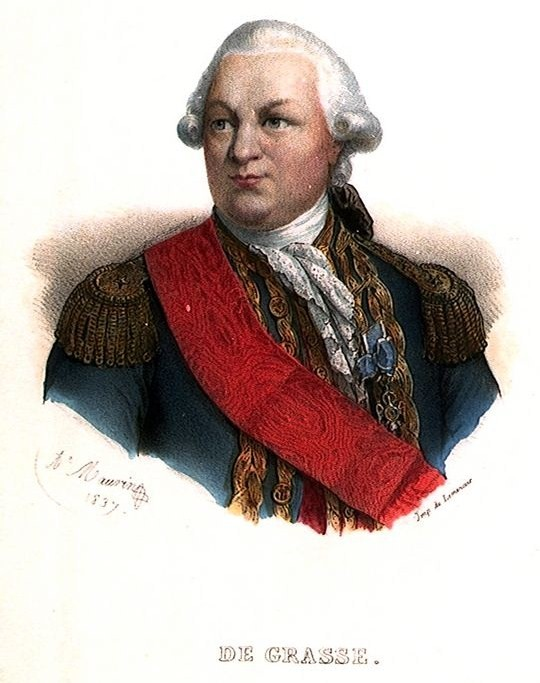
그라스 백작

3월에 프랑스 함대가 브레스트를 출발할 준비를 하는 동안, 몇 가지 중요한 결정이 내려졌다. 그라스 백작이 이끄는 서인도 제도 함대는 윈드워드 제도에서의 작전 후 카프프랑세(현재의 카프아이시앵)로 가서 스페인 작전을 지원하는 데 필요한 자원을 결정하도록 지시받았다. 수송선 부족으로 프랑스는 추가 병력 제공 대신 미국 전쟁 노력 지원을 위해 6백만 리브르를 약속했다. 뉴포트의 프랑스 함대에는 바라스 백작이라는 새로운 사령관이 주어졌다. 바라스는 뉴포트 함대를 노바스코샤주와 뉴펀들랜드섬 해상에서 영국 선박을 방해하도록 명령받았고, 뉴포트의 프랑스 육군은 뉴욕 외곽의 워싱턴 군대와 합류하도록 명령받았다. 워싱턴 장군에게는 의도적으로 완전히 공유되지 않은 명령에서, 그라스는 카프프랑세에서 정박한 후 북아메리카 작전을 지원하도록 지시받았다. 프랑스 장군인 로샹보 백작은 워싱턴에게 그라스가 지원할 수도 있지만, 아무런 약속도 하지 말라고 지시받았다. (워싱턴은 파리에 주둔한 존 로렌스로부터 그라스가 북쪽으로 올 재량권을 가지고 있다는 것을 알게 되었다.)
프랑스 함대는 3월 22일 브레스트를 출항했다. 영국 함대는 지브롤터 재보급 준비로 바빴으며, 출항을 저지하려는 시도를 하지 않았다. 프랑스 함대가 출항한 후, 서신함 콩코르드가 뉴포트로 항해하여 바라스 백작, 로샹보의 명령, 그리고 6백만 리브르의 신용장을 실어 날랐다. 나중에 보낸 별도의 통지에서, 드 그라스는 또한 두 가지 중요한 요청을 했다. 첫째는 카프프랑세에서 북아메리카 상황을 통보받아 그곳에서의 작전 지원 방안을 결정할 수 있도록 하는 것이었고, 둘째는 북아메리카 해역에 익숙한 선도사 30명을 공급해 달라는 것이었다.

### 1781년 영국 계획

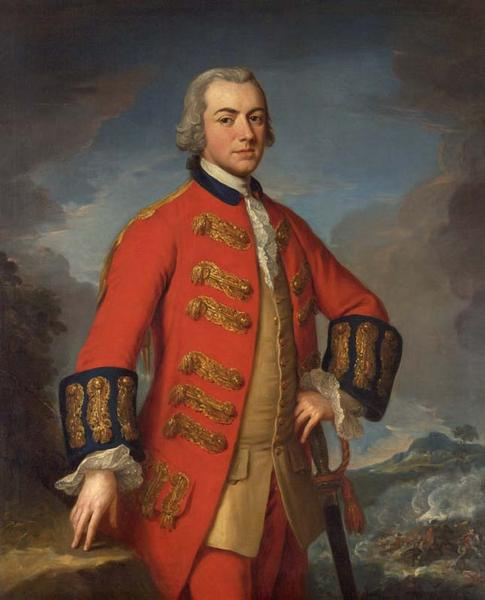
헨리 클린턴 장군

클린턴 장군은 1781년 초 몇 달 동안 다가오는 전역에서 영국군 작전의 목표가 무엇이 되어야 하는지에 대한 일관된 비전을 전혀 제시하지 못했다. 그의 문제 중 일부는 뉴욕의 해군 상대방인 노장 메리엇 아버트넛 부제독과의 어려운 관계에 있었다. 두 사람 모두 고집스럽고 화를 잘 냈으며 까다로운 성격이었다. 반복되는 충돌로 인해 그들의 업무 관계는 완전히 단절되었다. 1780년 가을 클린턴은 자신이나 아버트넛 중 한 명을 소환해 달라고 요청했지만, 아버트넛을 소환하는 명령은 6월까지 도착하지 않았다. 그때까지 역사학자 조지 빌리어스에 따르면, "두 사람은 혼자 행동할 수 없었고, 함께 행동하지도 않을 것이었다." 아버트넛은 토머스 그레이브스 경으로 교체되었고, 클린턴은 그와는 좀 더 나은 업무 관계를 맺었다.
남부에 주둔한 영국군은 강력하게 요새화된 항구인 조지아 서배너와 사우스캐롤라이나 찰스턴, 그리고 이 두 주의 내부에 흩어진 전초기지들로 구성되어 있었다. 가장 강력한 전초기지들은 이 주들에서 유일한 공식적인 대항마였던 애국 민병대의 공격에 비교적 면역적이었지만, 소규모 전초기지들은 물론 보급 수송대와 연락병들도 토머스 섬터와 프랜시스 매리언과 같은 민병대 지휘관들의 표적이 되었다. 포츠머스는 1780년 10월에 알렉산더 레슬리 소장이 지휘하는 병력에 의해 가장 최근에 점령되었지만, 영국 남부군을 지휘하는 찰스 얼 콘월리스 중장은 11월에 이들을 사우스캐롤라이나로 철수시키라고 명령했다. 포츠머스의 레슬리 장군을 대체하기 위해 클린턴 장군은 1,600명의 병력을 베네딕트 아널드 장군(최근 영국 육군 준장으로 임관)의 지휘하에 12월 말 버지니아주로 보냈다.

## 버지니아 영국군 습격

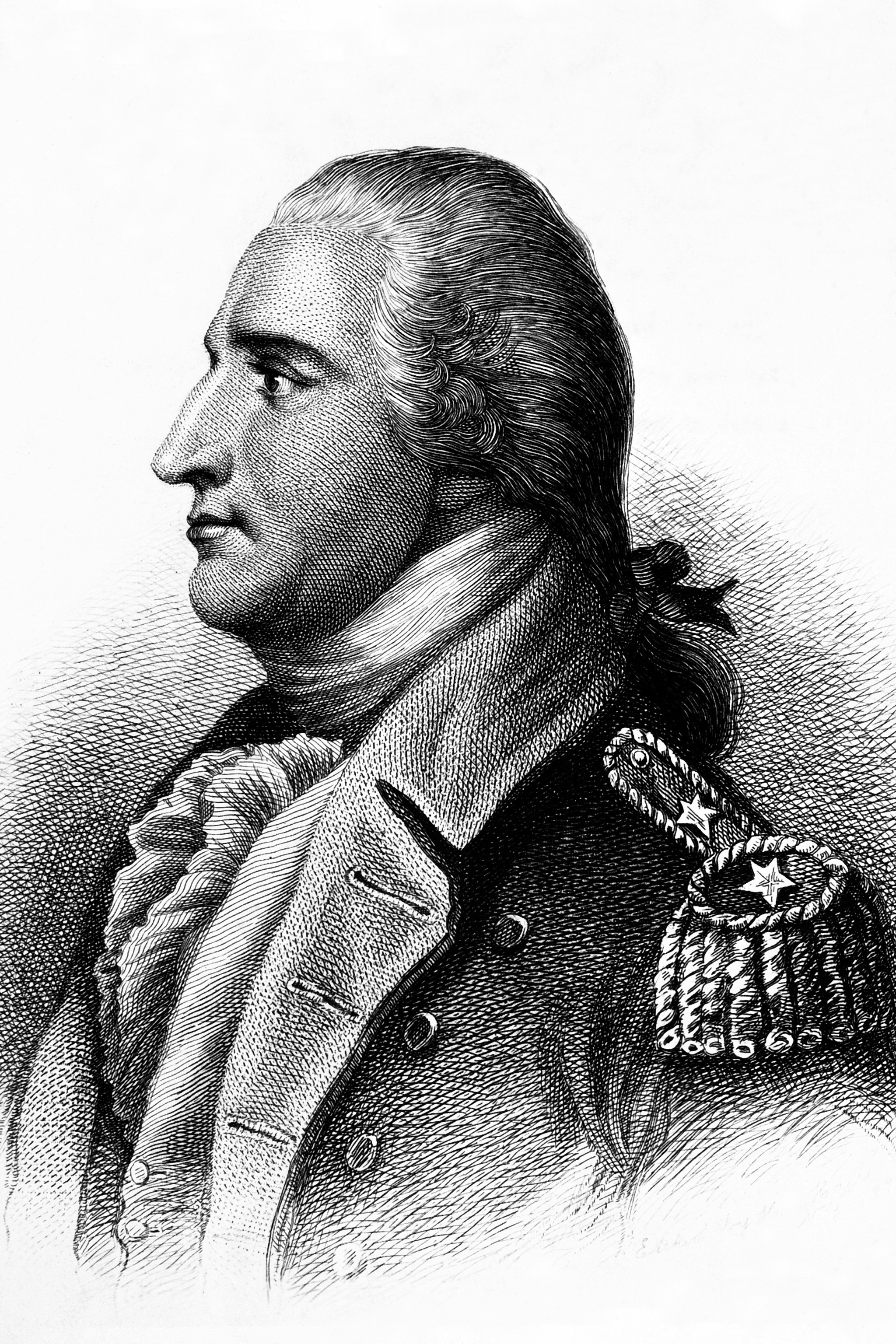
베네딕트 아널드

아놀드 장군과 그의 병력을 태운 함대 중 일부는 1780년 12월 30일 체서피크만에 도착했다. 나머지 수송선이 도착하기를 기다리지 않고, 아놀드는 제임스강을 따라 항해하여 1월 4일 버지니아주 웨스트오버에 900명의 병력을 상륙시켰다. 밤샘 강행군 후, 그는 이튿날 주도인 리치먼드를 습격했는데, 최소한의 민병대 저항만 마주했다. 이 지역에서 이틀 더 습격을 한 후, 그들은 배로 돌아와 포츠머스로 항해했다. 아놀드는 그곳에 요새를 세우고, 병사들을 습격 및 식량 징발 작전에 파견했다. 지역 민병대가 소집되었지만, 수가 너무 적어서 영국군의 존재를 다툴 수 없었다. 그렇다고 습격 작전이 저항에 부딪히는 것을 막지는 못했는데, 3월 워터스 크릭에서 일부는 교전을 벌였다.
아놀드의 활동 소식이 조지 워싱턴에게 전해지자 그는 대응이 필요하다고 판단했다. 그는 프랑스군이 뉴포트 기지에서 해군 원정을 보내기를 원했지만, 사령관 슈발리에 데투슈 제독은 1월 22일 영국 함대 일부가 심각한 폭풍 피해를 입었다는 보고를 받을 때까지 어떤 지원도 거부했다. 2월 9일, 아르노 드 가르되르 드 틸리 대위는 전열함 에베유(Eveille)와 프리깃 쉬르베일랑트(Surveillante) 및 장틸(Gentile) 세 척을 이끌고 뉴포트를 출항했다. 나흘 후 포츠머스 앞바다에 도착하자, 아놀드는 프랑스 함선보다 수심이 얕은 자신의 함선들을 엘리자베스강 상류로 철수시켰고, 드 틸리는 따라갈 수 없었다. 드 틸리는 지역 민병대가 아놀드의 위치를 공격하기에 "완전히 불충분하다"고 판단한 후 뉴포트로 돌아갔다. 도중에 그는 뉴욕에서 자신의 움직임을 조사하기 위해 영국군이 보낸 프리깃 HMS 로물루스(Romulus)를 나포했다.

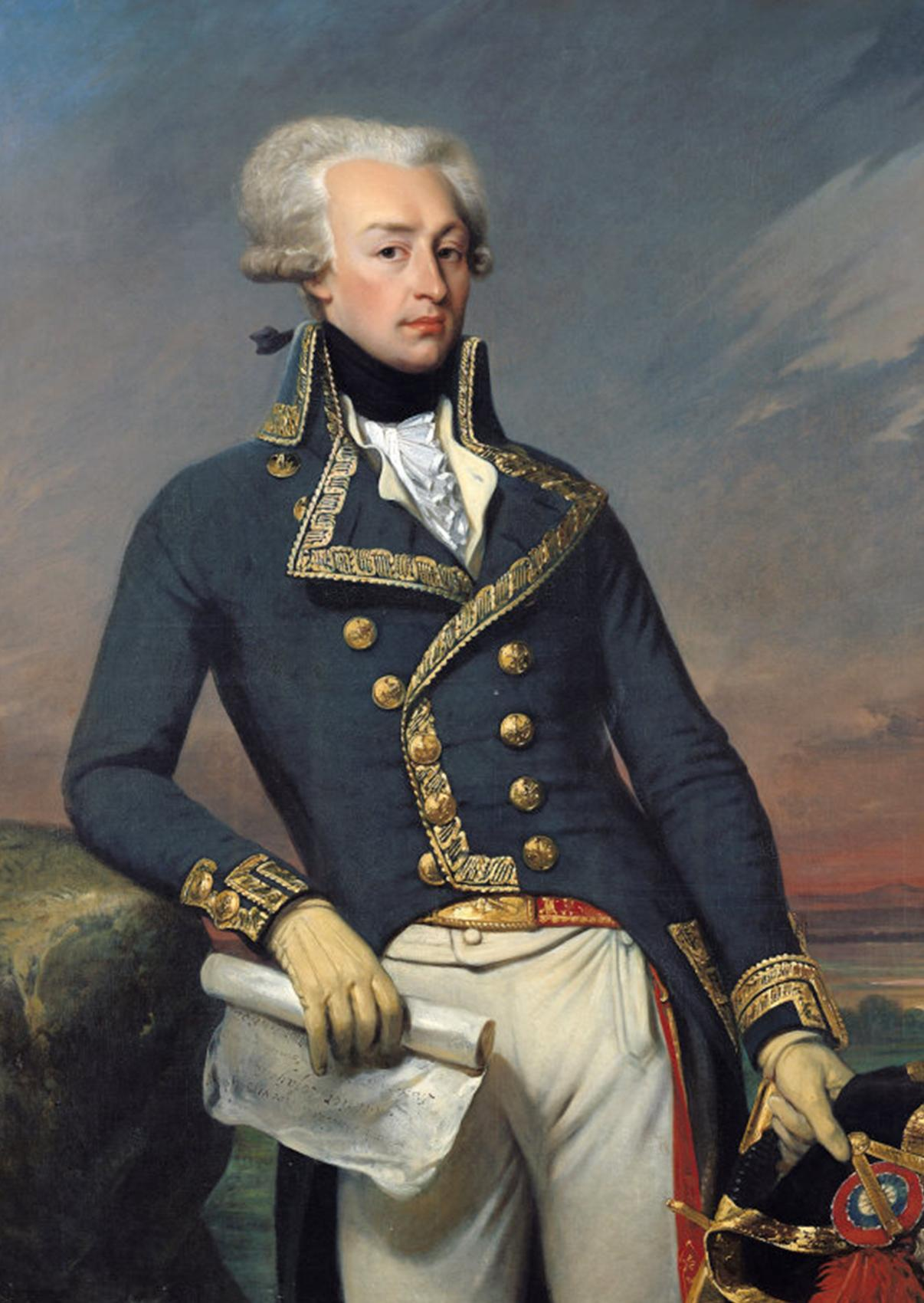
라파예트 후작

의회는 2월 20일 버지니아에 대륙군 병력을 파견하는 것을 승인했다. 워싱턴은 원정대 지휘를 라파예트 후작에게 맡겼고, 그는 같은 날 피크스킬을 떠났다. 그의 병력은 약 1,200명으로, 뉴저지와 뉴잉글랜드의 대륙군 연대에서 차출된 세 개의 경량 연대로 구성되었으며, 이 연대들은 조셉 보스, 프랜시스 바버, 그리고 장-조제프 수르바데르 드 지마가 이끌었다. 라파예트의 병력은 3월 3일 헤드 오브 엘크(현재의 엘크턴 (메릴랜드주), 체서피크만의 북쪽 항해 한계선)에 도달했다. 아나폴리스에서 병력 수송을 기다리는 동안, 라파예트는 남쪽으로 이동하여 3월 14일 요크타운에 도착해 상황을 평가했다.

### 미국의 방어 시도
드 틸리의 원정과, 직접 뉴포트까지 가서 사정을 설명한 워싱턴 장군의 강력한 격려는 데투슈에게 더 큰 약속을 하도록 설득했다. 3월 8일, 그는 함대 전체(7척의 전열함과 최근 나포한 로물루스를 포함한 여러 프리깃)를 이끌고 출항하여 버지니아에서 라파예트의 부대와 합류할 프랑스 병력을 수송했다. 그의 출항을 통보받은 아버트넛 제독은 프랑스군의 움직임을 경고하는 전문을 아놀드에게 보낸 후 3월 10일에 출항했다. 구리 피복이 되어 데투슈의 배보다 빠르게 항해할 수 있었던 아버트넛은 프랑스 함대보다 약간 앞서 3월 16일에 케이프 헨리에 도착했다. 이어진 케이프 헨리 해전은 대체로 결정적이지 않았지만, 아버트넛은 린헤이븐만으로 진입하여 체서피크만으로의 접근을 통제할 수 있게 되었다. 데투슈는 뉴포트로 돌아갔다. 라파예트는 영국 함대를 보고 명령에 따라 자신의 병력을 뉴욕 지역으로 돌려보낼 준비를 했다. 4월 초까지 그는 헤드 오브 엘크로 돌아왔고, 그곳에서 워싱턴으로부터 버지니아에 머물라는 명령을 받았다.

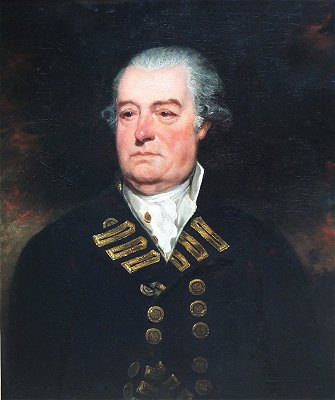
메리엇 아버트넛 제독

데투슈 함대가 뉴포트를 떠나자 클린턴 장군은 아놀드에게 증원군을 보내도록 했다. 아버트넛이 출항한 후, 그는 윌리엄 필립스 장군 지휘하에 약 2,000명의 병력을 실은 수송선을 체서피크만으로 보냈다. 이들은 3월 27일 포츠머스에서 아놀드와 합류했다. 선임 지휘관인 필립스는 부대의 지휘를 맡아 습격을 재개했으며, 피터스버그와 리치먼드를 목표로 삼았다. 이 무렵, 버지니아의 민병대 지휘관인 슈토이벤 남작과 피터 뮐렌베르크는 병력의 열세에도 불구하고 사기를 유지하기 위해 맞서야 한다고 느꼈다. 그들은 피터스버그 근처 블랜포드(현재 피터스버그 시의 일부)에 방어선을 구축하고, 4월 25일 훈련된 싸움을 벌였지만 패배했다. 슈토이벤과 뮐렌베르크는 리치먼드를 다시 습격하려던 필립스의 진격에 맞서 퇴각했다. 그러나 라파예트는 일련의 강행군을 통해 4월 29일 필립스보다 불과 몇 시간 앞서 리치먼드에 도착했다.

## 콘월리스와 라파예트

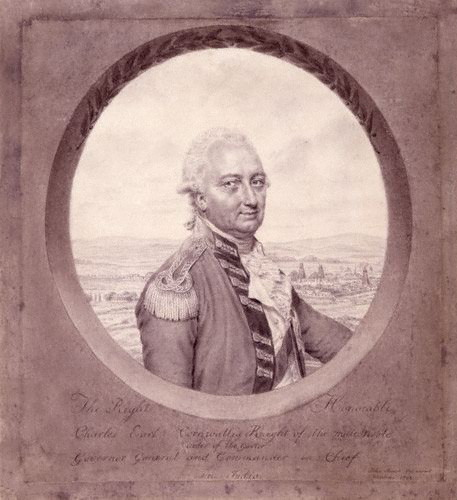
찰스 얼 콘월리스 장군

캐롤라이나에서의 영국군 위협에 맞서기 위해 워싱턴은 자신의 최고의 전략가 중 한 명인 너새니얼 그린 소장을 캠던에서의 패배 후 노스캐롤라이나주에서 미군을 재건하도록 파견했다. 남부 영국군을 지휘하는 콘월리스 장군은 그와 대결하여 주에 대한 통제권을 얻고자 했다. 그린은 자신의 열세 병력을 나누어 대니얼 모건 휘하의 병력 일부를 나인티 식스의 영국군 기지를 위협하도록 보냈다. 콘월리스는 배내스터 탈턴을 모건 뒤로 보냈고, 모건은 1월의 카우펜스 전투에서 탈턴의 부대를 거의 전멸시켰으며, 그 과정에서 탈턴을 거의 생포할 뻔했다.
이 작전 다음에는 콘월리스가 모건과 그린을 쫓아 병력을 재편성하기 전에 그들을 붙잡으려 했던 "댄 강 경주"라고 불리는 사건이 이어졌다. 그린이 성공적으로 댄 강을 건너 버지니아로 진입하자, 대부분의 수송품을 버리고 온 콘월리스는 추격을 포기했다. 그러나 그린은 증원군과 보급품을 받고 댄 강을 다시 건너 그린즈버러로 돌아와 콘월리스와 전투를 벌였다. 백작은 전투에서 승리했지만, 그린은 자신의 군대를 온전히 보존한 채 철수할 수 있었고, 영국군은 콘월리스가 윌밍턴으로 퇴각하여 증원군과 보급품을 받도록 강요할 만큼 충분한 사상자를 냈다. 그린은 이후 사우스캐롤라이나와 조지아의 대부분을 다시 통제하게 되었다. 콘월리스는 명령을 위반했지만, 클린턴 장군의 중요한 전략적 지시가 없는 상태에서, 이제 1,400명에 불과한 자신의 군대를 4월 25일에 버지니아로 이끌기로 결정했는데, 이는 필립스와 슈토이벤이 블랜포드에서 싸운 날과 같은 날이었다.
리치먼드에서 라파예트에게 패배한 필립스는 동쪽으로 돌아가 그 지역의 군사 및 경제적 목표물을 계속 파괴했다. 5월 7일, 필립스는 콘월리스로부터 피터스버그로 가서 병력을 합류시키라는 전문을 받았고, 사흘 후 필립스는 피터스버그에 도착했다. 라파예트는 그곳의 영국군 진지에 잠시 포격을 가했지만, 실제 공격을 가하기에는 병력이 충분하다고 느끼지 못했다. 5월 13일, 필립스는 열병으로 사망했고, 아놀드가 다시 지휘권을 맡았다. 이는 아놀드가 그다지 존경받지 못했기 때문에 병사들 사이에서 약간의 불평을 야기했다. 콘월리스를 기다리는 동안, 아놀드와 라파예트의 군대는 서로를 주시했다. 아놀드는 라파예트(워싱턴으로부터 아놀드를 즉결 처형하라는 명령을 받은)에게 연락을 시도했지만, 후작은 그의 편지를 개봉하지 않고 돌려보냈다. 콘월리스는 5월 19일 피터스버그에 도착했고, 1,000명 미만의 대륙군과 약 2,000명의 민병대를 지휘하던 라파예트는 리치먼드로 퇴각했다. 얼마 후 안스바흐인인 폰 포이트 대령이 이끄는 추가 영국 증원군이 뉴욕에서 도착하여 콘월리스의 군대 규모를 7,000명 이상으로 늘렸다.

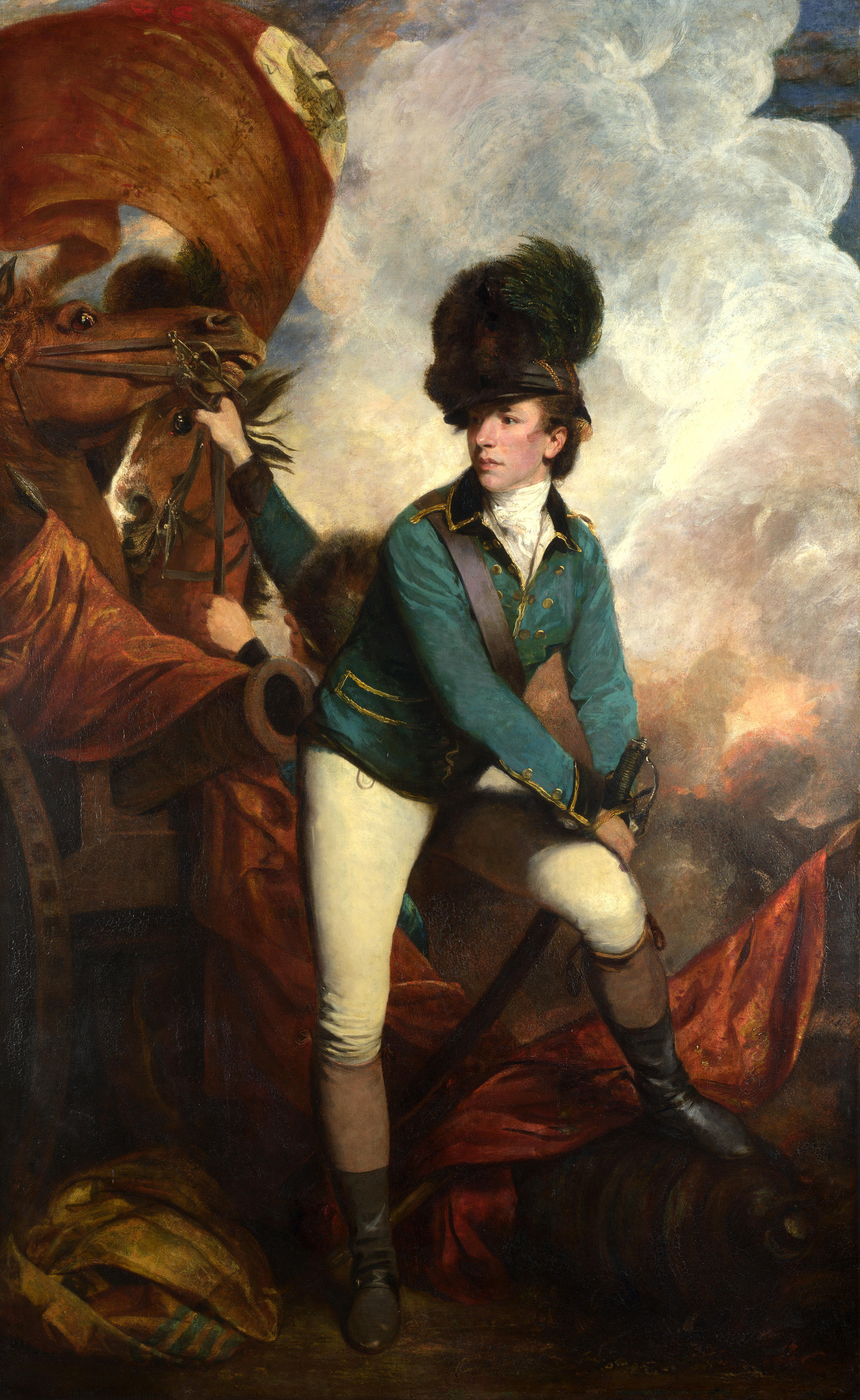
조슈아 레이놀즈가 1782년에 그린 배내스터 탈턴의 초상화

콘월리스는 아놀드 장군을 뉴욕으로 돌려보낸 후, 클린턴 장군의 필립스에 대한 가장 최근 명령을 따르기 위해 출발했다. 이 명령은 요새화된 기지를 건설하고 버지니아에서 반란군 군사 및 경제 목표를 습격하라는 것이었다. 콘월리스는 라파예트가 제기하는 위협을 먼저 처리해야 한다고 결정하고 후작을 추격하기 시작했다. 라파예트는 명백히 수적 열세에 있었고, 중요한 보급 기지를 보호하기 위해 프레더릭스버그로 빠르게 퇴각했다. 한편 슈토이벤은 포크 지점(현재의 콜럼비아 (버지니아주))으로 퇴각했는데, 그곳에는 민병대와 대륙군 훈련병들이 습격하는 영국군으로부터 후퇴시킨 보급품들과 함께 모여 있었다. 콘월리스는 6월 1일 해노버 카운티 법원에 도착했고, 라파예트를 쫓기 위해 전 군대를 보내는 대신 배내스터 탈턴과 존 그레이브스 심코를 별도의 습격 원정에 파견했다.
카우펜스에서의 참패로 줄어든 영국 군단의 탈턴은 소규모 병력으로 샬러츠빌로 빠르게 이동하여 버지니아 주의회 의원 여러 명을 체포했다. 그는 제퍼슨 주지사도 거의 체포할 뻔했지만, 잭 주엣의 질주로 인해 습격이 부분적으로 실패했고, 제퍼슨과 7명을 제외한 모든 의원들이 산을 넘어 탈출했다. 탈턴은 제퍼슨의 몬티셀로 저택에서 와인 몇 병에 만족해야 했다. 심코는 슈토이벤과 보급 기지를 처리하기 위해 포크 지점으로 갔다. 6월 5일 짧은 교전에서 약 1,000명 규모의 슈토이벤 부대는 30명의 사상자를 냈지만, 대부분의 보급품을 강 건너로 철수시켰다. 약 300명에 불과했던 심코는 많은 수의 캠프파이어를 피워 병력 규모를 과장했고, 이로 인해 슈토이벤은 포크 지점에서 철수하여 보급품을 다음 날 심코가 파괴하도록 남겨두었다.
한편 라파예트는 오랫동안 지연된 증원군의 임박한 도착을 기대하고 있었다. 앤서니 웨인 준장이 이끄는 펜실베이니아 대륙군 몇 개 대대 또한 2월에 의회로부터 버지니아에서의 복무를 승인받았다. 그러나 웨인은 1월에 발생한 반란의 여파를 처리해야 했고, 이 반란은 펜실베이니아 라인을 전투 병력으로서 거의 전멸시킬 뻔했다. 결국 5월이 되어서야 그는 병력을 재건하고 버지니아로 행군을 시작했다. 그 당시에도 웨인과 병사들 사이에는 불신이 컸다. 웨인은 탄약과 총검을 필요할 때를 제외하고는 자물쇠로 잠가 보관해야 했다. 웨인은 5월 19일에 행군 준비를 마쳤지만, 부대가 평가 절하된 대륙 달러로 급여를 받은 후 다시 반란 위협이 발생하여 출발이 하루 지연되었다. 라파예트와 웨인의 800명 병력은 6월 10일 래퍼해녹 강의 라쿤 포드에서 합류했다. 며칠 후, 라파예트는 윌리엄 캠벨 지휘하에 1,000명의 민병대가 추가로 증원되었다.

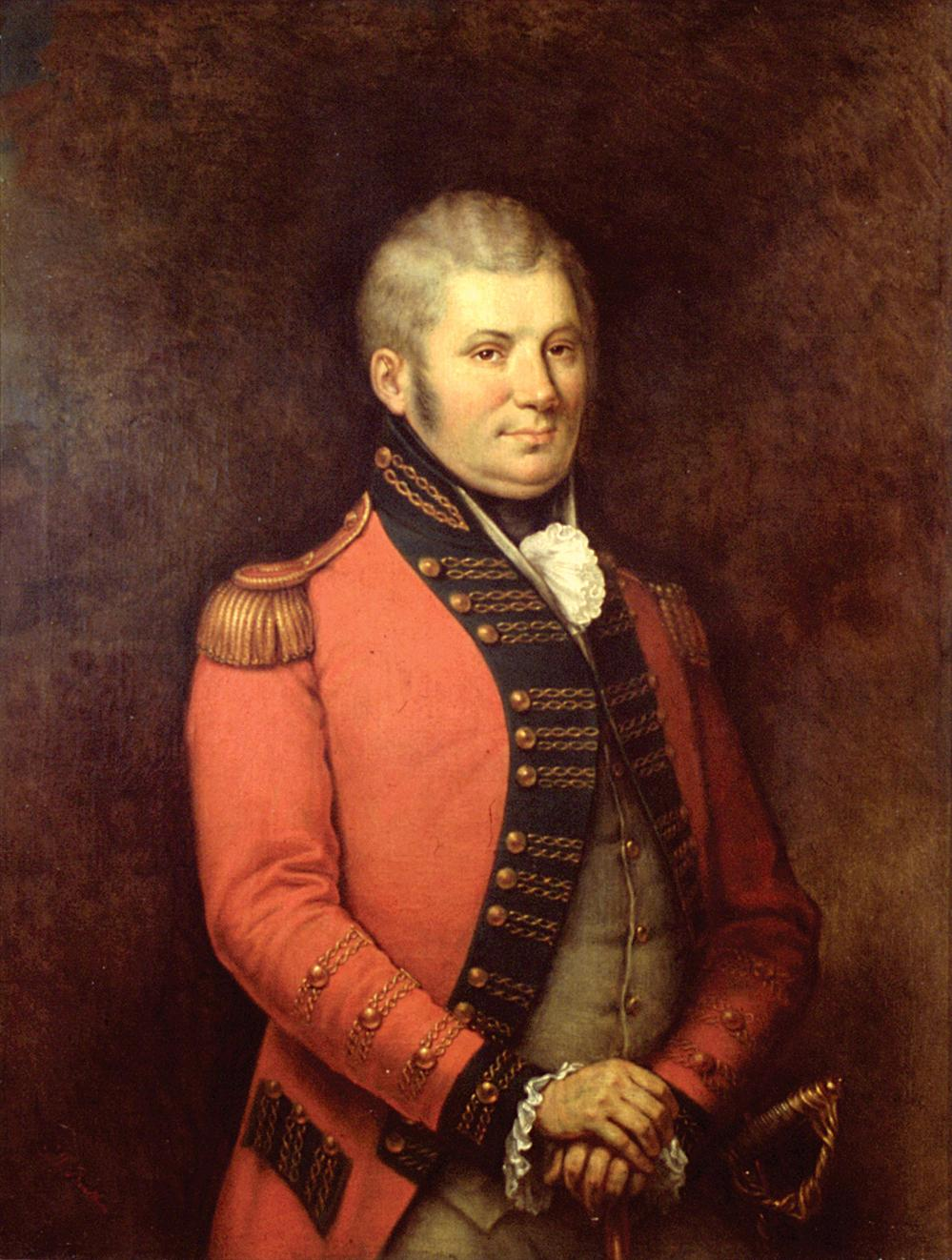
존 그레이브스 심코 중령

심코와 타를턴의 성공적인 습격 이후, 콘월리스는 리치먼드와 윌리엄스버그를 향해 동쪽으로 이동하기 시작했으며, 라파예트를 거의 경멸하듯 무시했다. 약 4,500명으로 늘어난 라파예트의 군대는 자신감을 얻었고, 백작의 군대에 더 가까이 다가가기 시작했다. 콘월리스가 6월 25일 윌리엄스버그에 도착했을 때, 라파예트는 버드 태번에서 콘월리스로부터 10 마일 (16 km) 떨어져 있었다. 그날 라파예트는 심코의 퀸스 레인저스가 영국 주력군과 상당한 거리가 있다는 것을 알게 되었고, 그래서 라파예트는 일부 기병과 경보병을 보내 그들을 요격하게 했다. 이로 인해 스펜서스 오디너리에서의 교전이 발생했는데, 양측 모두 상대방이 주력군 범위 내에 있다고 믿었다.

## 연합군의 결정

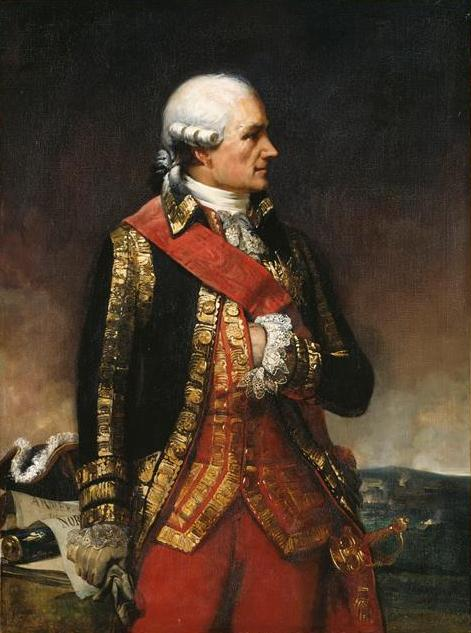
로샹보 백작

라파예트, 아놀드, 필립스가 버지니아에서 기동하는 동안, 연합군 지도자 워싱턴과 로샹보는 그들의 선택지를 고려했다. 5월 6일 콘코르드가 보스턴에 도착했고, 이틀 후 워싱턴과 로샹보는 드 바라스의 도착과 중요한 전문 및 자금 지원을 통보받았다. 5월 23일과 24일, 워싱턴과 로샹보는 웨더스필드에서 회담을 열어 다음 단계 조치를 논의했다. 그들은 명령에 따라 로샹보가 자신의 군대를 뉴포트에서 화이트플레인스의 대륙군 진영으로 이동시키기로 합의했다. 또한 그들은 드 그라스에게 두 가지 가능한 행동 방침을 개략적으로 설명하는 전문을 보내기로 결정했다. 워싱턴은 뉴욕 공격 아이디어를 선호한 반면, 로샹보는 영국군이 덜 확고한 버지니아에서의 행동을 선호했다. 워싱턴의 드 그라스에게 보낸 편지는 이 두 가지 선택지를 개략적으로 설명했고, 로샹보는 사적인 메모에서 드 그라스에게 자신의 선호를 알렸다. 마지막으로, 로샹보는 드 바라스에게 함대를 북쪽 원정 대신 두 작전 중 어느 하나를 지원할 준비를 갖추도록 설득했다. 콘코르드는 6월 20일 뉴포트에서 출항하여 워싱턴, 로샹보, 드 바라스의 전문과 드 그라스가 요청한 도선사들을 실었다. 프랑스군은 6월에 뉴포트를 떠나 7월 7일 뉴욕의 돕스 페리에서 워싱턴 군대와 합류했다. 그곳에서 워싱턴과 로샹보는 드 그라스로부터 소식을 기다리는 동안 뉴욕 주변의 영국군 방어선을 시찰하기 시작했다.
드 그라스는 서인도 제도에서 어느 정도 성공적인 작전을 펼쳤다. 그의 군대는 6월 소규모 교전 후 토바고를 성공적으로 점령했다. 그 외에는 그와 영국 제독 조지 브리지스 로드니는 큰 교전을 피했다. 드 그라스는 7월 16일 카프프랑세에 도착했고, 그곳에서 콩코르드가 그를 기다리고 있었다. 그는 즉시 스페인과 협상을 시작했다. 그는 북쪽으로 항해할 의사를 알렸지만, 북쪽으로 항해하는 동안 스페인의 중요한 엄호를 받는 대가로 11월까지 돌아와 스페인 작전을 지원하겠다고 약속했다. 그들로부터 그는 함대 전체인 28척의 전열함을 북쪽으로 가져갈 수 있도록 프랑스 상업과 영토를 보호하겠다는 약속을 받아냈다. 함대 외에도 그는 생시몽 후작 지휘하의 병력 3,500명을 태웠고, 로샹보의 병사들에게 지불할 자금을 위해 아바나의 스페인군에게 요청했다. 7월 28일, 그는 콩코르드를 뉴포트로 돌려보내 워싱턴, 로샹보, 드 바라스에게 8월 말까지 체서피크만에 도착할 예정이며 10월 중순까지 떠나야 한다고 알렸다. 그는 8월 5일 카프프랑세에서 출항하여 바하마의 거의 사용되지 않는 해협을 통해 의도적으로 느린 속도로 북쪽으로 향했다.

## 영국군의 결정
프랑스군이 뉴욕 지역으로 이동하자 클린턴 장군은 매우 우려했다. 클린턴이 가로챈 워싱턴의 편지는 연합군이 뉴욕을 공격할 계획임을 시사했다. 6월부터 그는 콘월리스에게 혼란스럽고 논란의 여지가 있는 일련의 숙고, 제안, 권고를 담은 편지를 계속해서 보냈는데, 이 편지들은 때때로 구체적이고 직접적인 명령을 담고 있었다. 이 편지 중 일부는 콘월리스에게 도달하는 데 상당한 지연이 있었고, 이는 두 사람 간의 소통을 복잡하게 만들었다. 6월 11일과 15일, 뉴욕에 대한 위협에 반응한 듯, 클린턴은 콘월리스에게 요크타운이나 윌리엄스버그를 요새화하고 여분의 병력이 있으면 뉴욕으로 돌려보내라고 요청했다. 콘월리스는 6월 26일 윌리엄스버그에서 이 편지들을 받았다. 그와 한 공병이 요크타운을 조사했는데, 방어적으로 부적절하다고 판단했다. 그는 클린턴에게 그곳에서 이용 가능한 수송선으로 병력을 북쪽으로 보내기 위해 포츠머스로 이동할 것이라고 알리는 편지를 썼다.

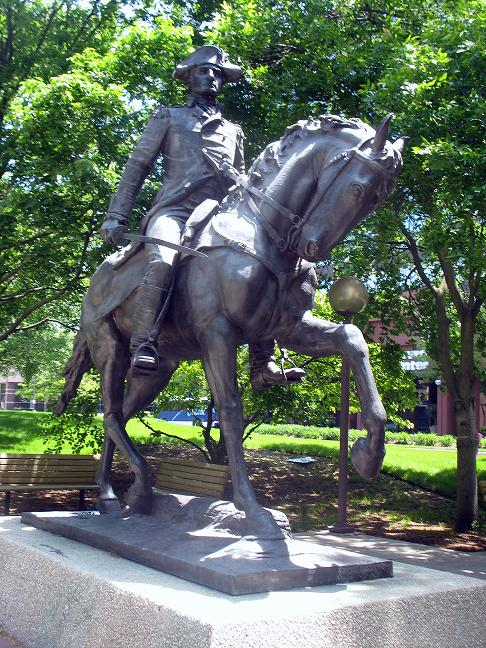
앤서니 웨인 준장

7월 4일, 콘월리스는 군대를 제임스타운 나루 쪽으로 이동시키기 시작했고, 넓은 제임스강을 건너 포츠머스로 행진할 참이었다. 라파예트의 정찰병들이 그 움직임을 포착했고, 그는 영국군이 강을 건너는 동안 취약해질 것이라는 것을 깨달았다. 그는 자신의 군대를 그린 스프링 농장으로 진격시켰고, 영국군 후위대만이 나루에 남아있다는 정보에 기반하여 7월 6일 웨인 장군을 전진시켜 그들을 공격하게 했다. 실제로는 백작이 교묘한 함정을 놓았던 것이다. 자신의 수송품과 이를 지키는 소수 병력만을 건너게 한 후, "탈영병"을 보내 라파예트에게 상황을 거짓으로 알리게 했다. 그린 스프링 전투에서 웨인 장군은 함정에서 벗어났지만, 상당한 사상자와 두 문의 야포를 잃었다. 콘월리스는 그 후 강을 건너 자신의 군대를 서퍽으로 행진시켰다.
콘월리스는 다시 태를턴을 버지니아 중부로 파견했다. 태를턴의 습격은 그린 장군에게 가는 보급품이 가로채일 수 있다는 정보에 근거한 것이었다. 태를턴의 부대가 나흘 동안 120 마일 (190 km)를 달린 이 습격은 보급품이 이미 이동되었기 때문에 실패로 끝났다. (이 습격 중 태를턴의 병사 일부는 길퍼드코트하우스 전투의 미국 영웅 중 한 명인 피터 프란시스코와 소규모 교전을 벌였다고 전해진다.) 콘월리스는 서퍽에 있는 동안 클린턴 장군으로부터 6월 20일자 다른 편지를 받았는데, 이 편지에는 탑승할 병력이 필라델피아 공격에 사용될 것이라고 명시되어 있었다.

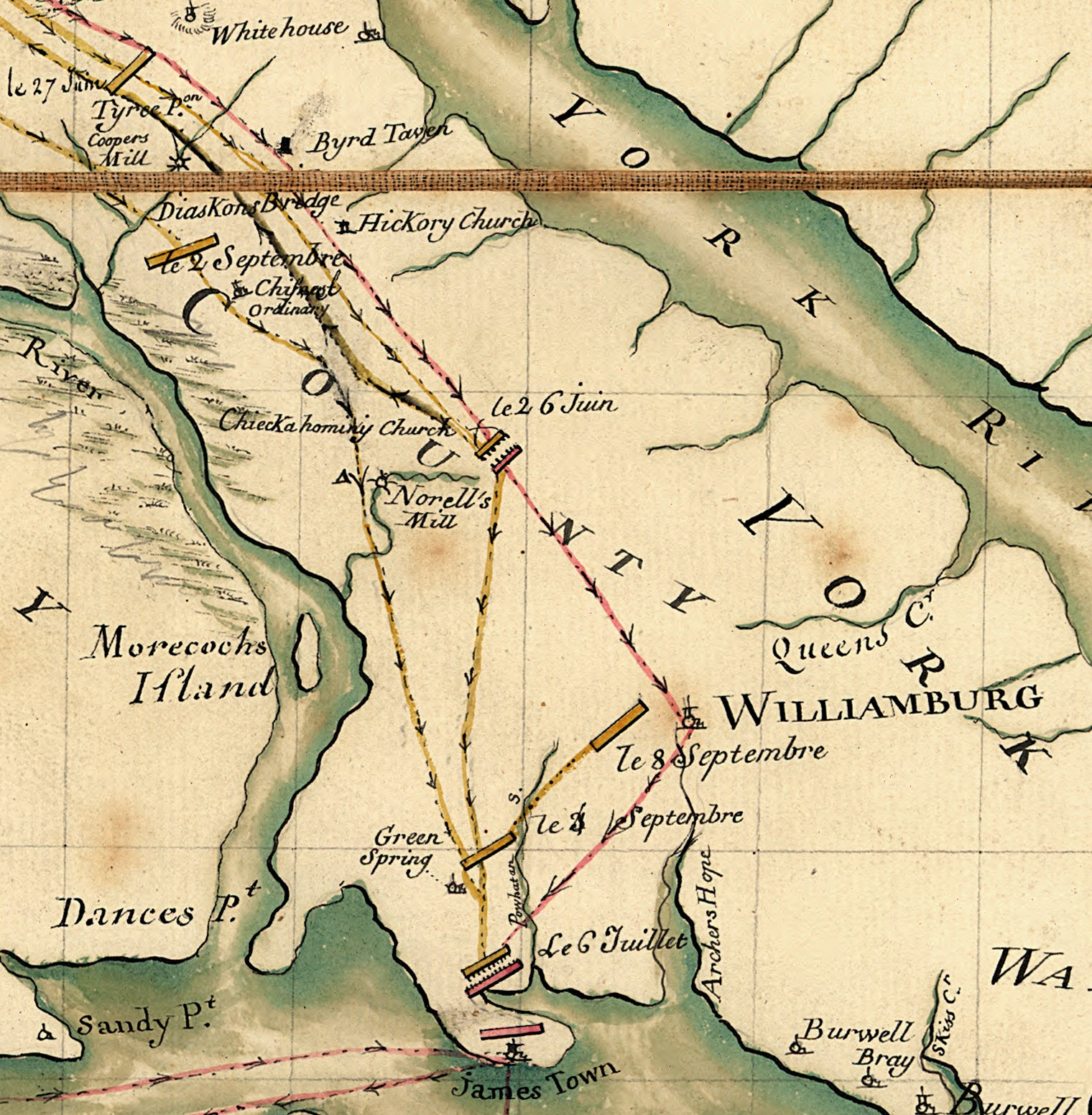
1781년 라파예트를 위해 제작된 프랑스 지도 세부도. 윌리엄스버그/제임스타운 지역과 라파예트 및 콘월리스의 움직임을 묘사한다. 스펜서에서의 충돌은 "le 26 Juin"으로, 그린 스프링에서의 충돌은 "le 6 Juillet"로 표시되어 있다.

콘월리스가 포츠머스에 도착하자 클린턴의 명령에 따라 병력들을 태우기 시작했다. 7월 20일, 일부 수송선이 거의 출항할 준비가 되었을 때, 이전 명령을 취소하는 새로운 명령이 도착했다. 클린턴은 가장 직접적인 표현으로 콘월리스에게 필요한 만큼의 병력을 사용하여 요새화된 심해 항구를 건설하라고 명령했다. 클린턴은 해군이 오랫동안 뉴욕을 해군 기지로 불만스러워했기 때문에 이 결정을 내렸다. 첫째, 모래톱이 허드슨강 입구를 막아 대형 선박의 선체를 손상시켰기 때문이고, 둘째, 강이 겨울에 자주 얼어 항구 내 선박들이 갇혔기 때문이었다. 아버트넛은 최근 교체되었고, 이러한 발전에 만족감을 표현하기 위해 클린턴은 콘월리스의 경고에도 불구하고 해군의 요청에 동의했다. 콘월리스는 체서피크만의 개방된 만과 항해 가능한 강들은 그곳의 어떤 기지도 "항상 프랑스군의 기습 공격에 노출될 것"이라고 경고했지만 클린턴은 이를 무시한 것이었다. 이는 클린턴의 치명적인 판단 착오로 밝혀졌는데, 새로운 시설을 방어해야 할 필요성 때문에 콘월리스는 어떤 이동의 자유도 가질 수 없었다. 그럼에도 불구하고 포츠머스를 조사하여 요크타운보다 불리하다고 판단한 콘월리스는 클린턴에게 요크타운을 요새화할 것이라고 알리는 편지를 썼다.
라파예트는 7월 26일 콘월리스가 병력을 승선시키고 있다는 소식을 들었지만, 최종 목적지에 대한 정보가 부족하여 병력을 이동시켜 가능한 상륙 지점을 커버하기 시작했다. 8월 6일, 그는 콘월리스가 요크타운에 상륙하여 요크강 건너편의 글로스터 포인트와 함께 요새화하고 있다는 사실을 알게 되었다.

## 요크타운으로의 집중
로드니 제독은 드 그라스가 함대 일부를 북쪽으로 이동시킬 계획이라는 경고를 받았다. 그는 드 그라스가 함대 전체를 이끌고 갈 수도 있다는 단서들(예를 들어, 드 그라스가 요청한 도선사의 수를 알고 있었기 때문)을 가지고 있었지만, 드 그라스가 카프프랑세의 프랑스 호송선을 떠나지 않을 것이며, 함대 일부가 작년에 기셴 제독이 그랬던 것처럼 프랑스로 호송할 것이라고 가정했다. 로드니는 북아메리카 함대의 예상 요구 사항과 영국 자체의 무역 호송선을 보호해야 할 필요성의 균형을 맞춰 이에 따라 병력을 배치했다. 그리하여 그의 21척의 전함 중 16척은 드 그라스를 추격하여 체서피크만으로 항해한 후 뉴욕으로 향할 예정이었다. 한편 병이 난 로드니는 다른 전함 3척을 영국으로 돌려보냈는데, 2척은 상선 호위였고, 나머지 2척은 수리를 위해 항구에 남겨두었다. 후드는 이러한 배치에 만족하며 동료에게 그의 함대가 "적이 어떤 디자인을 가져오거나 드 그라스가 바라스 지원을 위해 몇 척의 배를 가져오더라도 완전히 격파할 수 있을 것"이라고 말했다. 로드니와 후드 모두 알지 못했던 것은 드 그라스가 함대 전체를 북아메리카로 가져가기로 마지막 순간에 결정했다는 점이었고, 이는 전함 전력에서 프랑스가 3 대 2의 우위를 확보하게 했다. 이러한 발전을 전혀 알지 못한 후드는 결국 8월 10일 안티과를 출항했는데, 드 그라스보다 5일 늦었다. 그러나 이 시점에서 그는 할당된 16척의 전함 중 토르베이(Torbay)와 프린스 윌리엄(Prince William)이 로드니에 의해 자메이카 무역 호송선을 보호하기 위해 우회되어 14척만을 보유하고 있었다. 이들은 버지니아 곶 해전 후 5주 후에야 후드에 합류했다. 항해 중 그의 소형 함선 중 하나가 미국인 도선사에 대한 정보를 싣고 가다 사략선에 나포되어 뉴욕의 영국군에게 귀중한 정보가 더 이상 전달되지 못하게 되었다. 후드 자신은 직선 항로를 따라 8월 25일 체서피크만에 도착했고, 만 입구가 비어 있는 것을 발견했다. 그는 그 후 아버트넛이 떠난 후 뉴욕 주둔 사령관을 맡은 토머스 그레이브스 경 제독을 만나기 위해 뉴욕으로 항해했다.

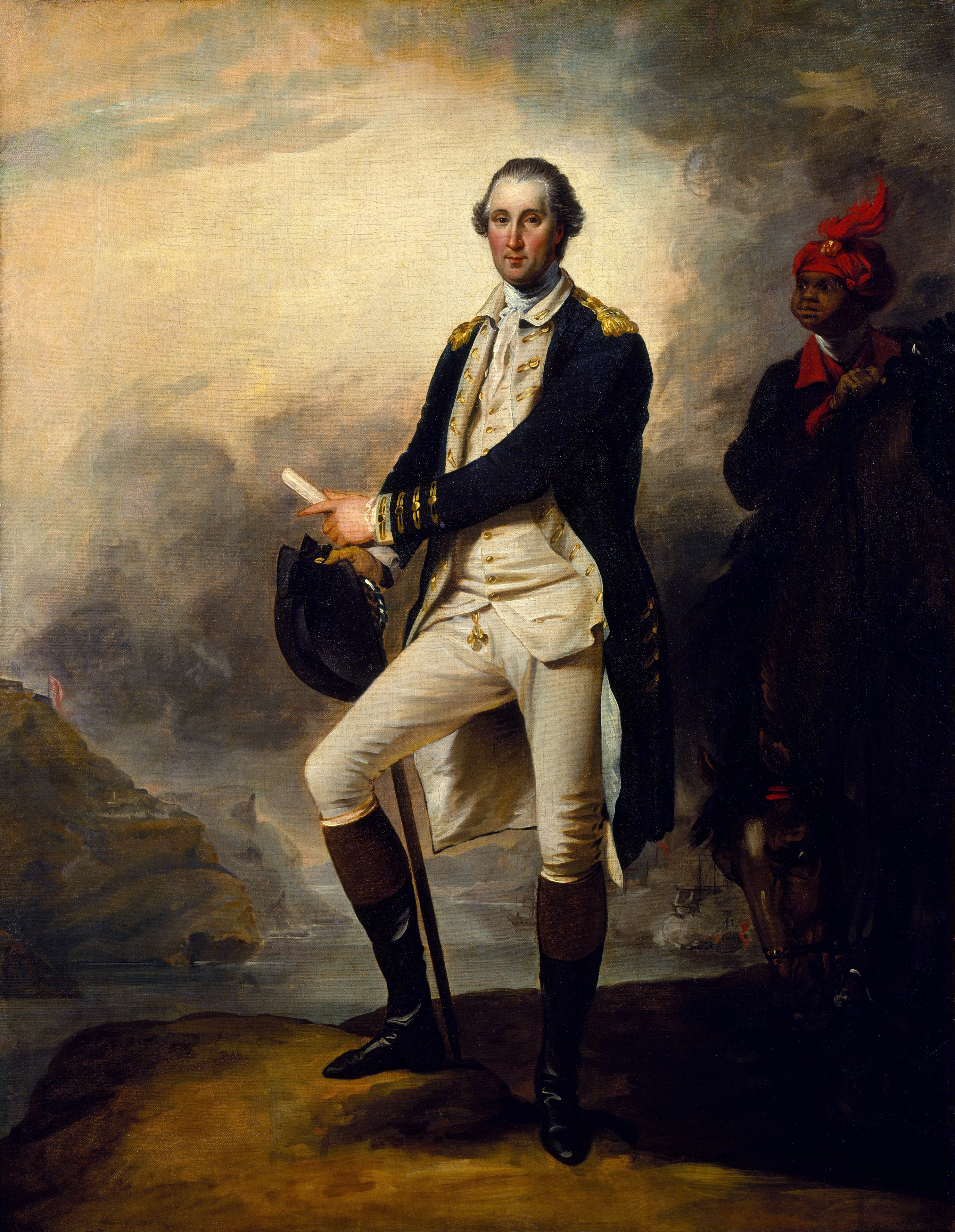
존 트럼불의 조지 워싱턴, 1780

8월 14일, 워싱턴 장군은 드 그라스가 체서피크만으로 항해하기로 결정했다는 사실을 알게 되었다. 다음 날 그는 마지못해 뉴욕 공격 계획을 포기하며 다음과 같이 썼다. "상황이 이제 위기에 처했고 결정적인 계획을 결정해야 했으므로, 나는 모든 뉴욕 공격 아이디어를 포기할 수밖에 없었습니다..." 연합된 프랑스-미국군은 8월 19일 남쪽으로 이동하기 시작했으며, 클린턴의 의도를 속이기 위한 여러 전술을 사용했다. 일부 병력은 뉴저지 해안을 따라 이동하는 경로로 보내졌고, 스테이튼 아일랜드 공격을 준비하는 것처럼 진영 준비를 하도록 명령받았다. 군대는 또한 이러한 아이디어에 신뢰성을 부여하기 위해 상륙용 선박을 운반했다. 워싱턴은 라파예트에게 콘월리스가 노스캐롤라이나로 돌아가는 것을 막으라는 명령을 보냈는데, 콘월리스가 요크타운에 요새를 구축하고 있다는 것을 8월 30일에야 알게 되었다. 이틀 후 군대는 필라델피아를 통과하고 있었는데, 병사들이 급여를 받을 때까지 머물겠다고 위협하자 자금이 조달되어 또 다른 반란이 저지되었다.

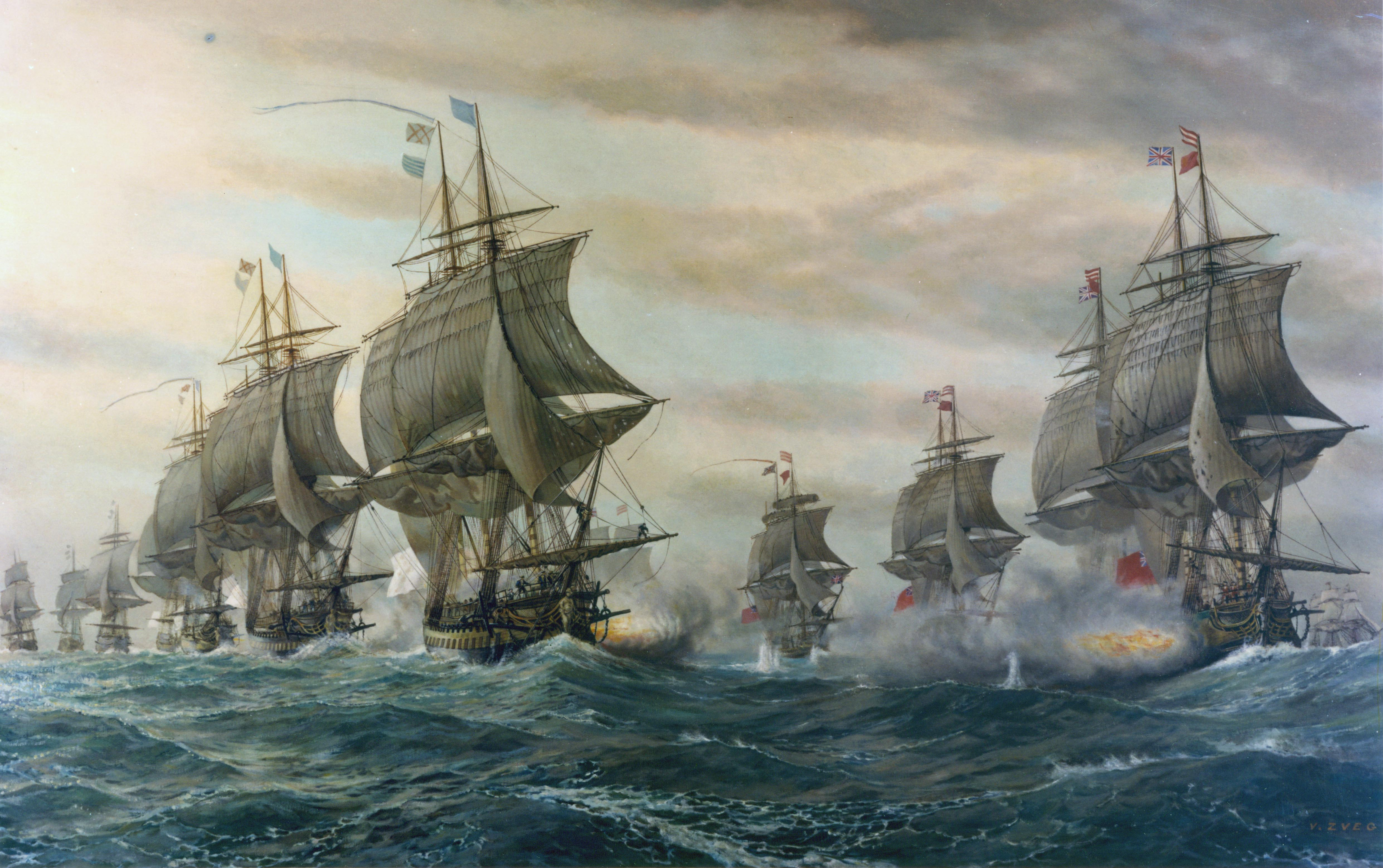
체사피크만 해전

바라스 제독은 프랑스 공성 장비를 싣고 8월 25일 뉴포트에서 함대를 이끌고 출항했다. 그는 영국군과의 조우를 피하기 위해 의도적으로 해안에서 멀리 떨어진 경로로 항해했다. 드 그라스는 후드보다 닷새 늦은 8월 30일 체서피크만에 도착했다. 그는 즉시 함대의 병력들을 상륙시켜 라파예트가 콘월리스를 봉쇄하는 것을 돕고, 요크강과 제임스강을 봉쇄하기 위해 일부 함선들을 배치했다.
바라스의 출항 소식은 8월 28일 뉴욕에 도착했고, 그곳에서 그레이브스, 클린턴, 후드가 만나고 있었다. 그들은 프랑스군이 더 이상 뉴포트를 방어하지 않으므로 뉴포트에 있는 프랑스 함대를 공격할 가능성에 대해 논의했다. 클린턴은 워싱턴이 남쪽으로 행군하고 있다는 사실을 여전히 깨닫지 못했고, 9월 2일에야 이를 확인했다. 그들은 바라스의 출항 소식을 듣자마자 드 그라스가 체서피크만으로 향하고 있을 것이라고 즉시 결론 내렸다(하지만 그의 병력 규모는 여전히 몰랐다). 그레이브스는 8월 31일 19척의 전열함을 이끌고 뉴욕에서 출항했다. 클린턴은 콘월리스에게 워싱턴이 오고 있으며 4,000명의 증원군을 보낼 것이라고 경고하는 편지를 썼다.

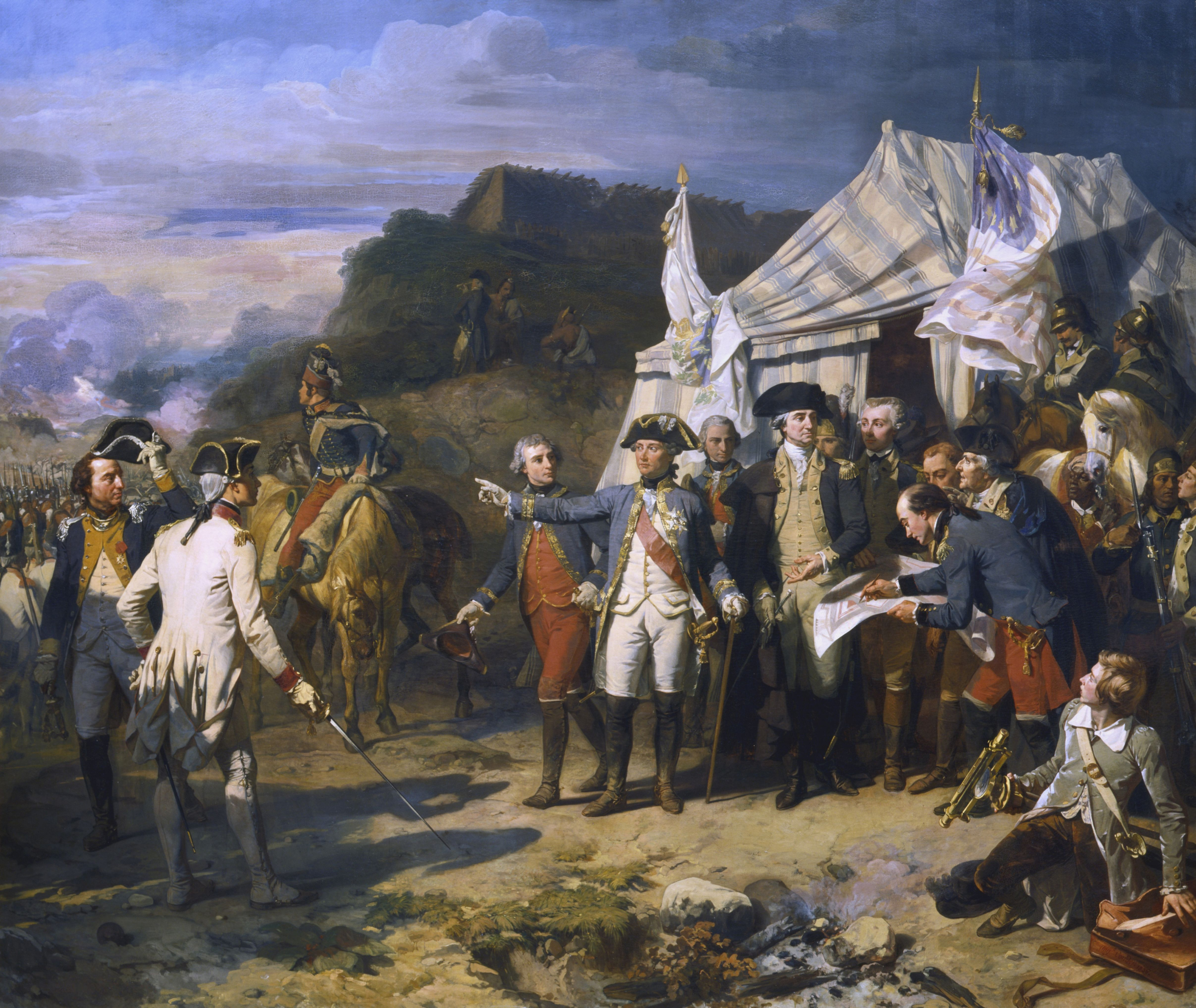
요크타운 전투 전 조지 워싱턴과 로샹보가 지시를 내리는 모습을 그린 오귀스트 쿠데르의 그림

9월 5일, 영국 함대는 체서피크만 입구에 도착하여 프랑스 함대가 정박해 있는 것을 보았다. 해안에 병사들을 상륙시켰던 드 그라스는 닻줄을 끊고 서둘러 함대를 출항시켜 영국군을 맞이해야 했다. 체사피크만 해전에서 드 그라스는 근소한 전술적 승리를 거두었다. 전투 후, 두 함대는 며칠 동안 남동쪽으로 표류했으며, 영국군은 전투를 피하고 양측 함대는 수리를 진행했다. 이는 드 그라스가 바라스의 도착을 영국군이 방해하지 못하도록 하기 위한 계책이었던 것으로 보인다. 9월 9일, 멀리서 만을 향해 가는 함대가 발견되었고, 드 그라스는 다음 날 뒤를 따랐다. 그레이브스는 함선 중 하나를 폐선해야 했고, 수리를 위해 뉴욕으로 돌아갔다. 프랑스 함대의 소형 함선들은 체서피크만에서 요크타운으로 프랑스-미국 연합군을 수송하는 것을 도왔고, 이로써 콘월리스의 포위가 완료되었다.

## 요크타운

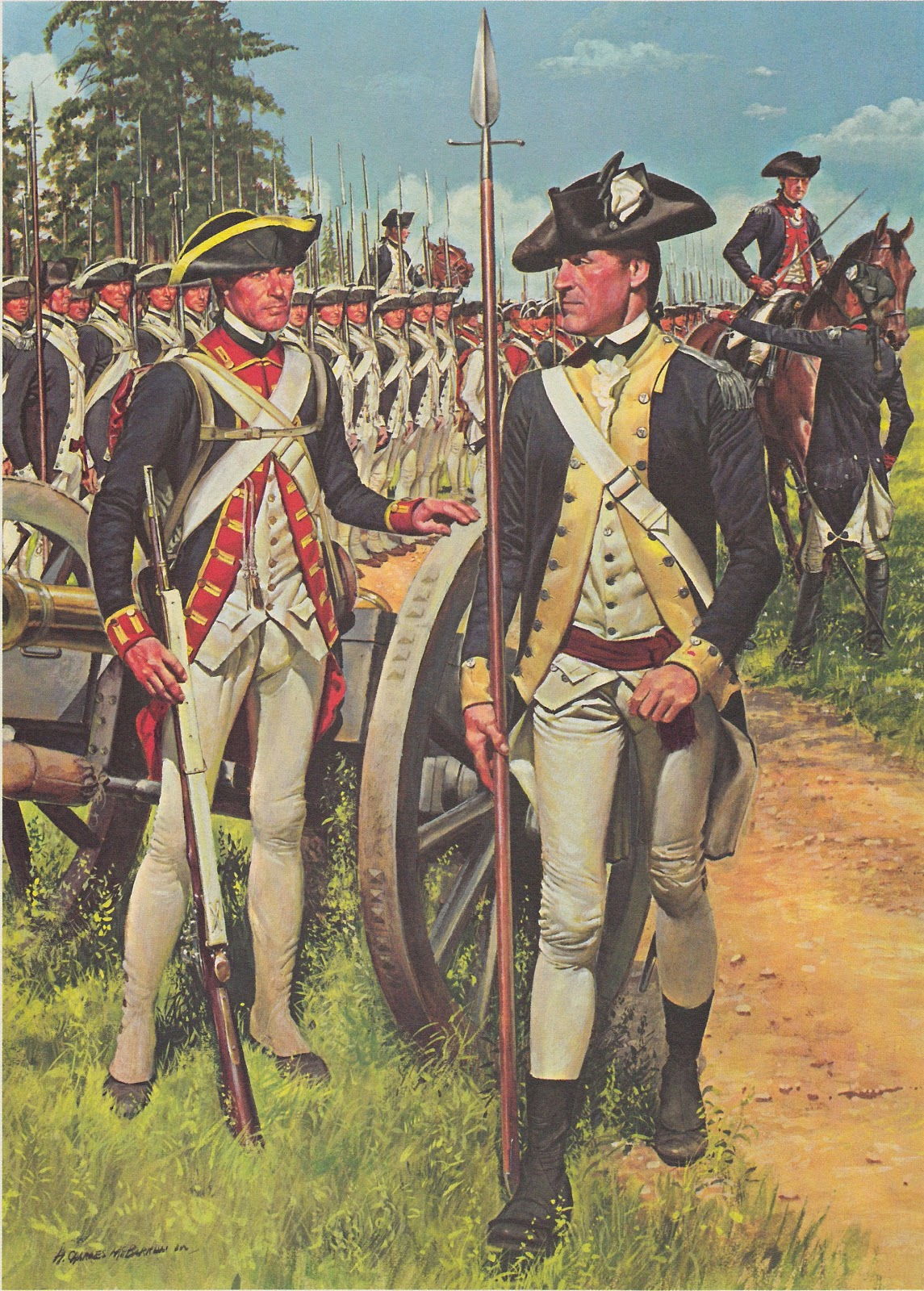
요크타운 전역 당시 대륙군

9월 6일, 클린턴 장군은 콘월리스에게 증원군이 도착할 것이라고 알리는 편지를 썼다. 9월 14일 콘월리스가 이 편지를 받았는데, 이 편지는 콘월리스가 요크타운에 머무르며 돌파 시도를 하지 않기로 결정하는 데 결정적인 역할을 했을 수 있다. 배내스터 탈턴이 비교적 약한 라파예트에 맞서 돌파하라고 촉구했음에도 불구하고 말이다. 조지 워싱턴 장군은 몇 년 만에 처음으로 마운트 버넌에서 며칠을 보낸 후 9월 17일 요크타운 외곽 진영에 도착했다. 같은 날, 뉴욕의 영국군 지휘부는 회의를 열어 체서피크만에 대한 통제권을 되찾기 전까지는 콘월리스를 증원할 수 없다는 데 동의했다. 역사학자 리처드 케첨은 회의의 결정이 콘월리스를 "바람에 흔들리는 나뭇가지처럼 매달리게 했다"고 묘사한다. 하루 전, 콘월리스는 절박한 도움 요청을 썼다. "이곳으로 직접 오시는 것 외에는 저에게 효과적인 도움을 줄 수 없다고 생각합니다." 9월 17일 편지를 발송하기 전에 콘월리스는 "만약 아주 빨리 저를 구출할 수 없다면, 최악의 소식을 들을 준비를 해야 할 것입니다"라고 덧붙였다.

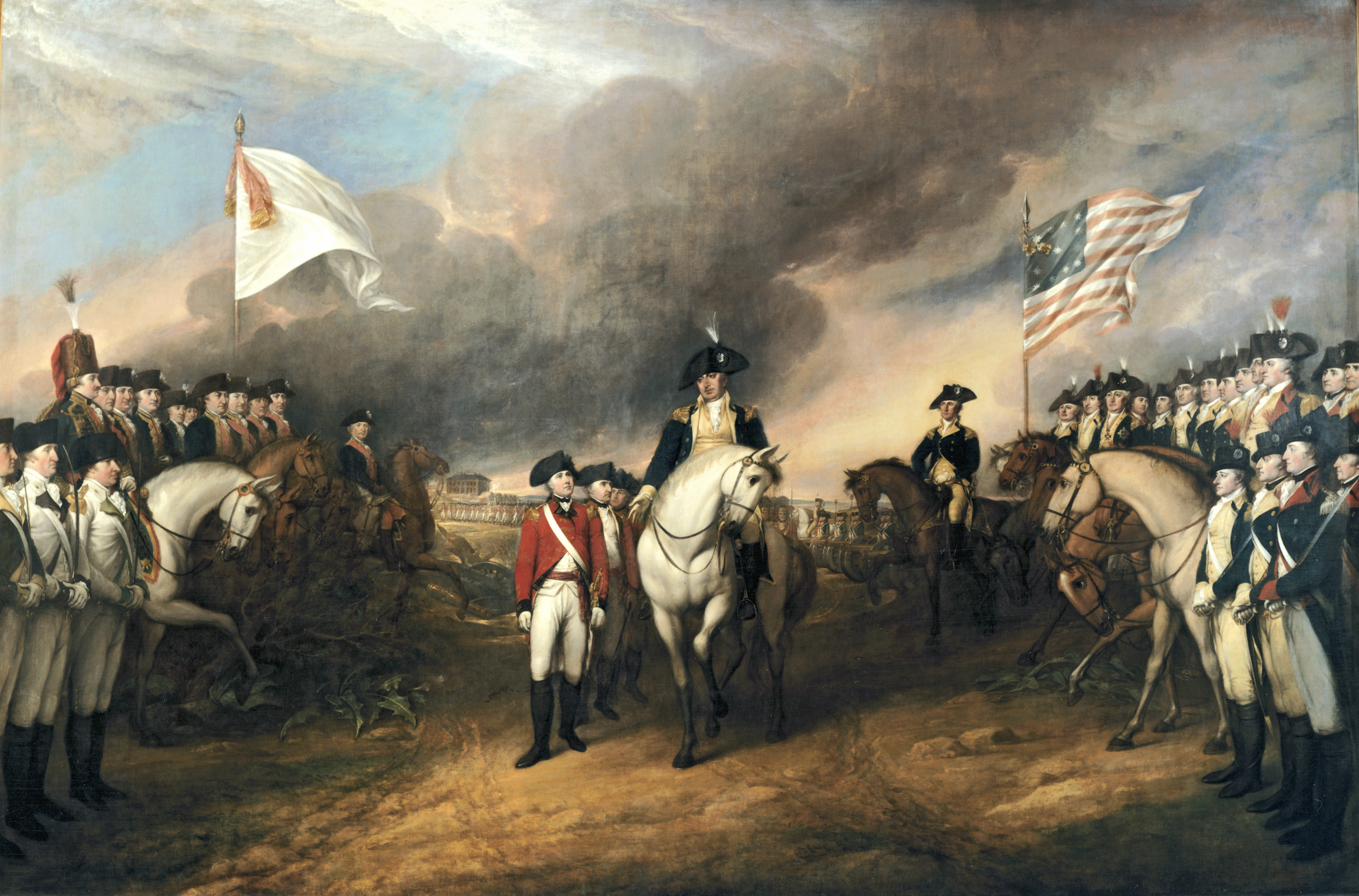
존 트럼불의 콘월리스 경의 항복은 벤저민 링컨에게 항복하는 영국군을 묘사하고 있으며, 프랑스군(왼쪽)과 미군이 양옆에 있다. 유화, 1820년.

워싱턴, 로샹보, 드 그라스는 그라스의 기함인 빌 드 파리호에서 포위전 준비를 마무리하기 위한 회의를 가졌다. 드 그라스는 약 2,000명의 해병대와 일부 대포를 지원하기로 동의했다. 회의 중, 드 그라스는 그의 출항을 (원래 10월 중순으로 계획되었던) 10월 말까지 연기하도록 설득되었다. 장군들이 윌리엄스버그로 돌아왔을 때, 그들은 영국 해군 증원군이 뉴욕에 도착했고 프랑스 함대가 다시 위협받을 수 있다는 소문을 들었다. 드 그라스는 예방 차원에서 함대를 만에서 철수시키고 싶어 했고, 워싱턴과 로샹보의 간청을 라파예트를 통해 드 그라스에게 전달하여 그를 만에 머무르도록 설득하는 데 성공했다.
포위전은 9월 28일 공식적으로 시작되었다. 콘월리스가 글로스터 포인트를 통해 탈출하려던 늦은 시도에도 불구하고, 포위선은 그의 진지를 좁혀왔고 연합군의 대포는 영국군 진지에 큰 피해를 입혔다. 10월 17일 그는 항복 협상을 시작했다. 바로 그날, 영국 함대가 6,000명의 병력을 싣고 뉴욕에서 다시 출항했다. 연합 프랑스 함대보다 여전히 수적으로 열세였던 그들은 결국 되돌아갔다. 한 프랑스 해군 장교는 10월 29일 영국 함대의 출항을 언급하며 "너무 늦었다. 닭은 이미 먹어치워졌다"고 썼다.

## 여파
"각하께 이 소식을 전하게 되어 매우 유감입니다. 저는 요크와 글로스터 기지를 포기하고, 19일 연합군에 항복하여 제 지휘하에 있던 병사들을 전쟁 포로로 넘겨줄 수밖에 없었습니다."

### 영국군의 배치
항복 협상은 두 가지 문제로 복잡해졌다. 1780년 찰스턴에서 미군이 항복했을 때, 그들은 국기를 내리고 적군 음악을 연주하는 것을 포함하는 관례적인 항복 조건을 허락받지 못했다. 워싱턴은 요크타운에서의 영국군 항복에도 이러한 조건이 적용되어야 한다고 주장했으며, 그의 협상가들은 두 경우 모두 수비병들이 용맹하게 행동했음을 지적했다. 두 번째 문제는 영국군 진영에 있던 지방군 병력의 처분과 관련되었다. 이 문제는 콘월리스가 뉴욕으로 서신을 보내기 위해 영국 선박 보네타호를 아무런 검사 없이 보낼 수 있도록 허용하는 조항을 추가함으로써 해결되었다. 미국인들은 도망친 노예나 지방군 병사들이 배에 타고 있을 수 있다고 의심했지만, 선박 수색은 금지되었다.
10월 19일 영국 수비대가 항복하기 위해 진지를 나섰을 때, 그들은 국기를 깃대에서 내린 채 행진했으며, 아마도 영국 음악 "세상이 거꾸로 뒤집혔네(The World Turned Upside Down)"를 연주했을 것이다. 콘월리스는 병을 핑계로 행사에 참석하지 않았고, 부관 오하라 장군을 보내 자신의 칼을 건네게 했다. 오하라는 처음에 프랑스 장교에게 칼을 건네려 했으나, 결국 워싱턴의 장교인 벤저민 링컨, 즉 찰스턴에서 패배한 사령관에게 건네도록 지시받았다. 링컨은 잠시 건네진 칼을 잡고 있다가 다시 오하라에게 돌려주었다.

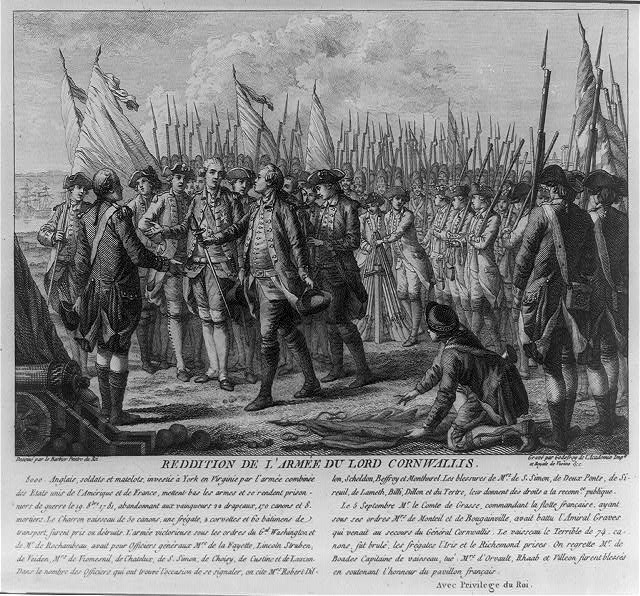
항복을 묘사한 1784년 프랑스 판화

이후 몇 주 동안, 군대는 경비 하에 버지니아와 메릴랜드의 수용소로 행진했다. 콘월리스와 다른 장교들은 뉴욕으로 돌아와 가석방되어 영국으로 돌아갈 수 있었다. 콘월리스가 1781년 12월에 타고 항해한 배에는 베네딕트 아널드와 그의 가족도 함께 타고 있었다.

### 연합군의 배치
포위 공격을 지원했던 지역 민병대는 해산되었다. 일부 미국 대륙군은 뉴욕 시 지역으로 돌아갔고, 그곳에서 워싱턴은 전쟁이 끝날 때까지 영국군의 주둔에 맞서 계속 서 있었다. 다른 일부는 남부로 파견되어 캐롤라이나에서 그린 장군의 노력을 도왔다. 급여와 조건 문제는 전쟁이 끝날 때까지 계속되는 문제였다. 그러나 워싱턴은 더 이상 전투를 벌이지 않았다.
드 그라스와 함께 온 프랑스군은 다시 승선했고, 그는 11월 초에 드 바라스의 함대와 함께 서인도 제도로 항해했다. 그곳에서 여러 영국군 점령지를 탈환한 후, 드 그라스는 자메이카 공격을 위해 스페인군과 합류할 준비를 하고 있었는데, 1782년 4월 생트 해전에서 로드니 제독이 그를 격파하고 그와 그의 기함을 나포했다. 로샹보 장군의 병력은 버지니아에서 겨울을 보냈고, 다음 여름에 로드아일랜드로 돌아왔다.

### 노예의 처분
요크타운 전역 동안 수많은 노예 아프리카계 미국인들은 자유를 희망하며 영국군 진영으로 도주했다. 10월 25일, 워싱턴은 영국군에 합류한 모든 도망 노예들을 대륙군이 소집하여 요크강 양쪽의 요새화된 진지에서 무장 경비병의 감독하에 두어야 한다고 규정하는 명령을 내렸다. 그곳에서 그들은 "그들의 노예주에게 돌려보낼 준비가 될 때까지" 머물러야 했다. 역사학자 그레고리 J. W. 어윈은 워싱턴의 행동을 "[미국의 독립을 쟁취한 공로가 있는] 충성스러운 대륙군을 도망 노예 추적자 군대로 바꾸었다"고 묘사한다.

### 반응

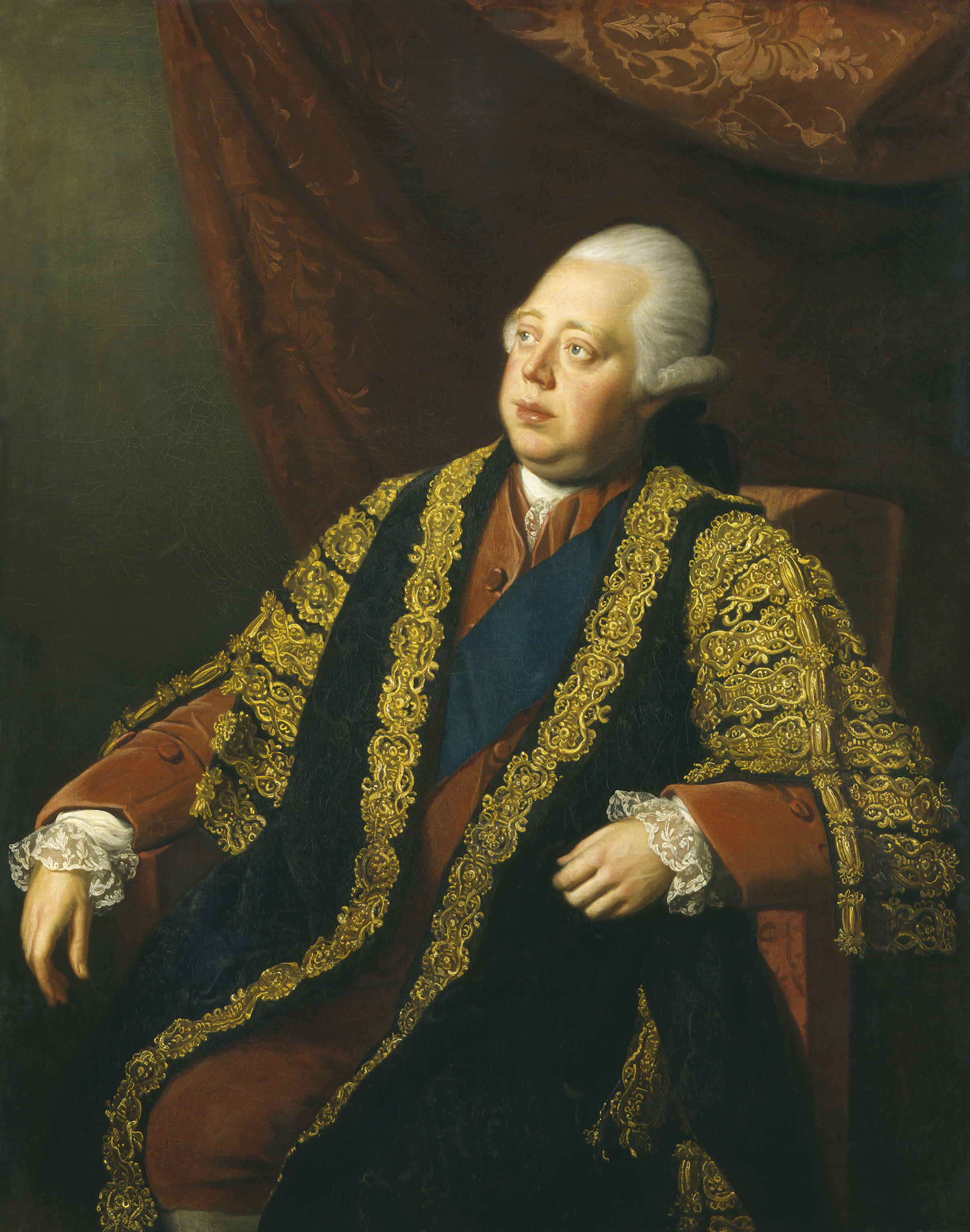
영국 총리 노스 경

조지 워싱턴 장군의 보좌관 텐치 틸먼 중위는 의회에 소식을 전하기 위해 파견되었다. 10월 22일 필라델피아에 도착했지만, 그보다 이틀 앞서 볼티모어에서 전해진 항복 소식에 뒤처졌다. 이 소식은 의회와 대중을 전율시켰다. 교회 종이 울리고 자유의 종이 울렸다고 전해지며, 이 소식은 식민지 전역으로 퍼져나가면서 반복되었다. 일부 의원들은 워싱턴 장군에게 콘월리스 장군을 체포하여 교수형에 처하라는 결의안을 제출했는데, "논쟁이 며칠간 계속된" 끝에 이 결의안은 부결되었다. 이 소식은 영국군이 점령한 뉴욕 시를 애도에 잠기게 했다. 처음에는 회의적인 반응을 보였지만, 10월 27일 마침내 소식이 확인되었지만, 도시는 클린턴의 좌절된 구원 노력에 대한 소식을 여전히 기다리고 있었다. 클린턴은 런던으로 소환되었고, 1782년 3월 도시를 떠났다. 그는 가이 칼튼 장군으로 교체되었으며, 칼튼 장군은 공세 작전을 중단하라는 명령을 받았다.
11월 25일 이 소식이 런던에 전해졌을 때, 저메인 경은 노스 경의 반응을 다음과 같이 묘사했다. "그는 가슴에 총알을 맞았을 것이다. 그는 방을 오가며 몇 분 동안 '오 하나님! 다 끝났어!'라고 미친 듯이 외치며 팔을 벌렸다." 조지 왕은 이 소식을 침착하고 위엄 있게 받았다고 전해지지만, 나중에 소식이 가라앉으면서 우울해졌고 심지어 퇴위까지 고려했다. 의회의 왕 지지자들은 낙담했고, 야당은 기뻐했다. 전쟁 종식을 요구하는 결의안은 12월 12일에 제출되었고, 한 표 차이로 부결되었다. 저메인 경은 1782년 초에 해임되었고, 노스 행정부는 그 직후 무너졌다. 이후 평화 협상이 이어졌고, 1783년 9월 3일 파리 조약이 체결되면서 전쟁은 공식적으로 종료되었다.
콘월리스 장군은 항복한 지휘관이었음에도 불구하고 패배의 책임을 지지 않았다. 그는 런던으로 돌아왔을 때 환영받았고, 한 작가는 "콘월리스 경의 군대는 팔렸다"는 흔한 정서를 대변했다. 클린턴 장군은 남은 평생 동안 자신의 명성을 지키려 노력했다. 그는 "반란군에게 비웃음당하고, 영국인에게 경멸당하고, 왕당파에게 저주받았다." 1783년에 그는 1781년 북아메리카 전역의 실패에 대한 비난을 콘월리스 장군에게 전가하려 시도한 『1781년 버지니아 전역에 대한 이야기』를 출판했다. 이에 콘월리스는 클린턴에 대한 자신만의 비판을 제기하며 공개적으로 반박했다. 이 매우 공개적인 논쟁에는 그들의 서신 대부분이 공개되는 것이 포함되었다.
그레이브스 제독도 드 그라스에게 패배한 것 때문에 고통받지 않았다. 그는 결국 정제독으로 승진하고 귀족 작위를 받았다. 그러나 체서피크만 해전의 많은 측면들은 전투 직후부터 동시대와 역사적 논쟁의 대상이 되어왔다. 9월 6일, 그레이브스 제독은 혼란스러운 신호 사용을 정당화하는 각서를 발표하며, "[전열함] 신호와 전투 신호가 동시에 발령될 때, 후자 신호가 전자를 너무 엄격하게 따름으로써 무효화되어서는 안 된다"고 명시했다. 후드는 자신의 사본 뒷면에 쓴 주석에서, 이는 영국 전열함도 혼란스러워야 할 것이기 때문에 혼란스러운 적과 교전할 가능성을 없앤다고 지적했다. 대신 그는 "영국 함대는 가능한 한 밀집해야 하며, 이점이 열리는 결정적인 순간을 포착해야 한다"고 주장했다. 다른 이들은 후드가 "수장을 전적으로 돕지 않았다"고 비판하며, 더 낮은 계급의 장교였다면 "적과 교전하기 위해 최선을 다하지 않은 것에 대해 군법 회의에 회부되었을 것"이라고 주장한다.
로샹보 백작은 프랑스 군사 정치에서 이례적인 결과를 초래하는 움직임으로 소식을 파리로 전달하기 위해 두 명의 전령을 파견했다. 공성전에서 공을 세운 드 로쟁 공작과 되두퐁 백작이 각각 다른 배를 타고 소식을 전하러 갔다. 되두퐁 백작은 프랑스 해군 장관인 카스트리 후작의 총애를 받는 샤를뤼스 백작과 동행했는데, 로쟁은 정치적인 이유로 로샹보에게 그를 대신 보내라고 촉구했었다. 루이 16세와 그의 대신들은 이 소식을 환영했지만, 카스트리와 무시당한 샤를뤼스는 로쟁과 로샹보가 성공에 대한 보상을 받지 못하거나 지연되도록 만들었다. 되두퐁 백작은 성 루이 훈장과 연대 지휘권을 받았다.

## 분석

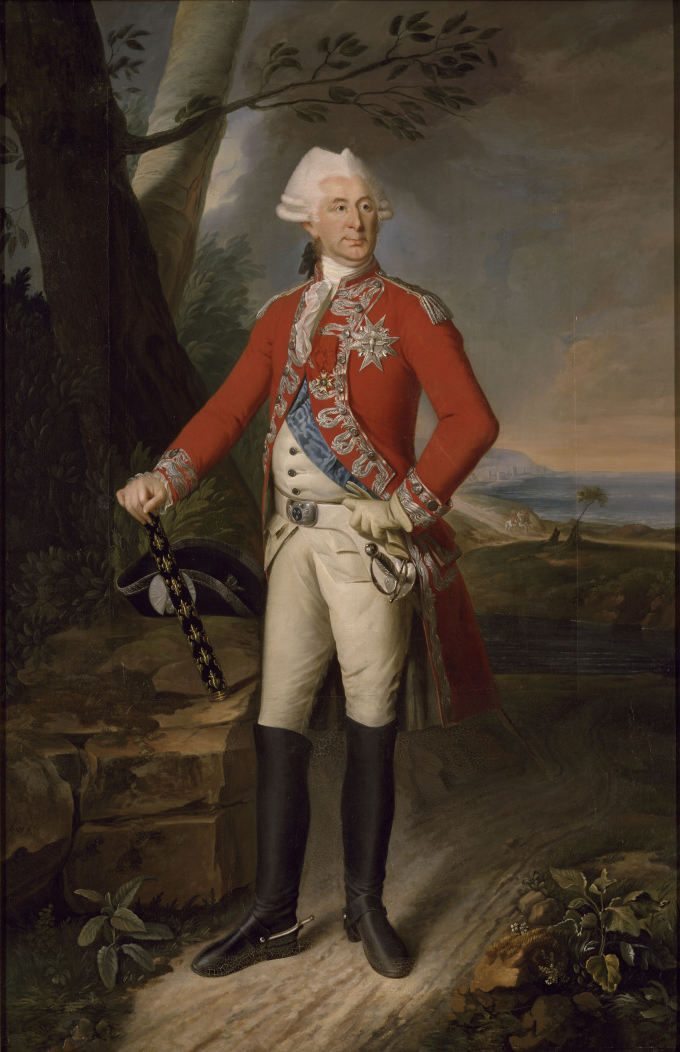
프랑스 해군 장관 카스트리 후작은 전역이 시작되기 전에 중요한 전략적 결정을 내렸다.

역사학자 존 팬케이크는 이 전역의 후기 단계를 "영국군의 삽질"이며 "연합군의 작전은 시계처럼 정확하게 진행되었다"고 묘사한다. 해군 역사가 조나단 덜은 1781년 드 그라스의 해군 작전을 (요크타운 외에도 프랑스의 토바고 점령과 스페인의 펜서콜라 포위에 성공적으로 기여한 것을 포함하여) "범선 시대의 가장 완벽하게 실행된 해군 작전"이라고 묘사하며, 프랑스의 연속적인 성공을 영국군의 1759년 기적의 해와 호의적으로 비교한다. 그는 또한 때로는 명령이나 이전 합의에 반하여 내려진 수많은 개별적인 결정들이 작전의 성공에 기여했다고 언급한다.
1. 프랑스 장관들인 몽모랭과 베르젠은 프랑스 지도부에 전쟁을 끝내기 위해 북아메리카에서 결정적인 행동이 필요하다고 설득했다.
2. 프랑스 해군 장관 카스트리는 드 그라스에게 작전 지원에 충분한 유연성을 제공하는 명령을 내렸다.
3. 스페인 루이지애나 주지사 베르나르도 데 갈베스는 드 그라스가 서인도 제도의 대부분의 프랑스군 시설과 함께 북쪽으로 항해하는 동안 프랑스 영토를 보호하기 위해 선박과 병력을 풀어주었다.
4. 스페인 쿠바 식민지 관리 프란시스코 사베드라는 드 그라스의 북향 원정을 가능하게 한 의사 결정에 협력했다.
5. 로샹보 장군과 뤼제른 슈발리에는 모두 드 그라스에게 체서피크만으로 가도록 촉구했다.
6. 바라스 제독은 뉴펀들랜드 해상에서 작전하라는 명령을 위반하여 프랑스 공성 열차를 적시에 요크타운으로 전달할 수 있도록 했다.
7. 조지 워싱턴은 뉴욕 공격을 포기하고 대신 버지니아로 위험한 행군을 시작했다.
8. 드 그라스 제독은 그곳에서의 작전의 중요성을 이해하고 체서피크만에서 예정된 시간을 초과하여 머무는 데 동의했다.

드 그라스가 스페인과의 협상을 통해 함대 사용을 확보하고 경제 함대에 서인도 제도에 남아있으라는 명령을 내린 것에 대해, 왕립 해군 토머스 화이트 대위는 1830년 1781년 전역 분석에서 "[만약] 영국 정부가 그러한 조치를 승인했거나 영국 제독이 이를 채택했다면, [...] 전자는 해고되고 후자는 교수형을 당했을 것이다. 그들이 성공하고 우리가 실패한 것은 놀랄 일이 아니다"라고 썼다.

## 유산
이 전역의 사건들을 기념하는 주요 지점들은 미국 국립공원관리청이 식민지 국립 역사 공원에서 관리한다. 요크타운의 전장 외에도 이 공원에는 드 그라스의 프랑스 해군 승리를 기념하는 케이프 헨리 기념비도 포함되어 있다.

## 같이 보기
- 미국 독립 전쟁의 전투 목록

## 내용주
1. ↑  Following the German spelling reform of the early 20th century, the town of Cassel became Kassel, long after the dissolution of Hesse-Kassel itself.
2. ↑  Greene notes that 32 of these ships were unserviceable and sunk by the French after the surrender, and that only six were armed.[4]
3. ↑  Definitive reference that this tune was played only first appeared in secondary accounts of the surrender in the 1820s.[122]

### 인용
1. ↑  Döhla 1990, 175–176쪽.
2. ↑  Larrabee 1964, 281쪽.
3. 1 2  Larrabee 1964, 233쪽.
4. 1 2  Green 2005, 466쪽.
5. ↑  Larrabee 1964, 249쪽.
6. ↑  Ketchum 2004, 8, 12, 92, 99쪽.
7. ↑  Ward 1952, 867쪽.
8. ↑  Lockhart 2008, 238쪽.
9. ↑  Dull 1975, 247–248쪽.
10. ↑  Dull 1975, 220–221쪽.
11. ↑  Dull 1975, 239쪽.
12. ↑  Carrington 1876, 614쪽.
13. ↑  Dull 1975, 241쪽.
14. ↑  Grainger 2005, 40쪽.
15. ↑  Dull 1975, 239, 241–242쪽.
16. ↑  Grainger 2005, 29쪽.
17. ↑  Billias 1969, 267–275, 277쪽.
18. ↑  Ketchum 2004, 95쪽.
19. ↑  Ward 1952, 661–662쪽.
20. ↑  Lockhart 2008, 236쪽.
21. ↑  Ward 1952, 868쪽.
22. ↑  Ketchum 2004, 126쪽.
23. ↑  Randall 1990, 582쪽.
24. ↑  Lockhart 2008, 239쪽.
25. ↑  Maxwell 1850, 24–27, 200쪽.
26. 1 2 3  Carrington 1876, 584쪽.
27. ↑  Linder 2005, 10쪽.
28. ↑  Campbell 1860, 717쪽.
29. 1 2  Linder 2005, 11쪽.
30. ↑  Lockhart 2008, 245쪽.
31. ↑  Carrington 1876, 584–585쪽.
32. ↑  Ward 1952, 880쪽.
33. 1 2  Carrington 1876, 585쪽.
34. ↑  Clary 2007, 295쪽.
35. ↑  Ward 1952, 870쪽.
36. ↑  Clary 2007, 296쪽.
37. ↑  Carrington 1876, 586쪽.
38. ↑  Fortescue 1902, 353쪽.
39. ↑  Lockhart 2008, 247쪽.
40. ↑  Russell 2000, 254–255쪽.
41. ↑  Ketchum 2004, 73, 119–125쪽.
42. ↑  Wickwire 1906, 254–268쪽.
43. ↑  Wickwire 1906, 254–268, 274–291쪽.
44. ↑  Ketchum 2004, 129쪽.
45. ↑  Wickwire 1906, 311–315쪽.
46. ↑  Russell 2000, 232–250쪽.
47. ↑  Wickwire 1906, 321–325쪽.
48. ↑  Russell 2000, 255쪽.
49. ↑  Johnston 1881, 34쪽.
50. ↑  Campbell 1860, 721–722쪽.
51. 1 2  Randall 1990, 585쪽.
52. ↑  Clary 2007, 302, 305쪽.
53. ↑  Campbell 1860, 726쪽.
54. ↑  Wickwire 1906, 326쪽.
55. ↑  Report on American Manuscripts, p. 273
56. ↑  Russell 2000, 256쪽.
57. ↑  Carrington 1876, 595쪽.
58. 1 2  Clary 2007, 306쪽.
59. 1 2  Morrissey, p. 39
60. ↑  Clary 2007, 307쪽.
61. 1 2  Spears 1903, 178쪽.
62. ↑  Nelson 1985, 133쪽.
63. ↑  Clary 2007, 308쪽.
64. ↑  Wickwire 1906, 344쪽.
65. ↑  Ward 1952, 874쪽.
66. ↑  Hallahan 2004, 135쪽.
67. ↑  Ketchum 2004, 138–139쪽.
68. ↑  Grainger 2005, 38쪽.
69. ↑  Ketchum 2004, 139쪽.
70. ↑  Grainger 2005, 41쪽.
71. ↑  Dull 1975, 242쪽.
72. ↑  Ketchum 2004, 146, 148쪽.
73. ↑  Larrabee 1964, 150쪽.
74. ↑  de Grasse 1864, 50–56쪽.
75. 1 2 3  Linder 2005, 14쪽.
76. 1 2  Dull 1975, 243–244쪽.
77. 1 2  Larrabee 1964, 156쪽.
78. ↑  Grainger 2005, 46쪽.
79. ↑  Ketchum 2004, 177쪽.
80. ↑  Dull 1975, 245쪽.
81. ↑  Wickwire 1906, 337쪽.
82. ↑  Grainger 2005, 43–44쪽.
83. ↑  Wickwire 1906, 339–340쪽.
84. ↑  Clary 2007, 309–312쪽.
85. ↑  Clary 2007, 321쪽.
86. ↑  Francisco 1905, 217쪽.
87. ↑  Wickwire 1906, 347쪽.
88. ↑  Middleton 2014, 279–281쪽.
89. ↑  Wickwire 1906, 349–351쪽.
90. ↑  Clary 2007, 319, 321쪽.
91. ↑  Morrill 1993, 179쪽.
92. ↑  Larrabee 1964, 174쪽.
93. ↑  Middleton 2011, 31–37쪽.
94. ↑  Grainger 2005, 45쪽.
95. ↑  Middleton 2011, 38쪽.
96. ↑  Larrabee 1964, 177쪽.
97. ↑  Ketchum 2004, 151쪽.
98. ↑  Morrill 1993, 178쪽.
99. ↑  Ketchum 2004, 151, 159, 163쪽.
100. ↑  Linder 2005, 15쪽.
101. ↑  Larrabee 1964, 221쪽.
102. ↑  Clary 2007, 326쪽.
103. ↑  Larrabee 1964, 182쪽.
104. ↑  Billias 1969, 279쪽.
105. ↑  Larrabee 1964, 254쪽.
106. ↑  Wickwire 1906, 358쪽.
107. ↑  Ketchum 2004, 204쪽.
108. ↑  Linder 2005, 15–17쪽.
109. ↑  Hallahan 2004, 159–160쪽.
110. ↑  de Grasse 1864, 158쪽.
111. ↑  Hallahan 2004, 160쪽.
112. ↑  Johnston 1881, 101쪽.
113. ↑  Wickwire 1906, 362쪽.
114. ↑  Ketchum 2004, 181–185, 205, 208–209쪽.
115. ↑  Ketchum 2004, 210쪽.
116. ↑  Hallahan 2004, 164–165쪽.
117. ↑  Ketchum 2004, 214, 239, 241쪽.
118. ↑  Larrabee 1964, 235쪽.
119. ↑  Johnston 1881, 181쪽.
120. 1 2  Larrabee 1964, 269쪽.
121. ↑  Green 2005, 288, 306쪽.
122. 1 2  Green 2005, 296쪽.
123. ↑  Johnston 1881, 157쪽.
124. ↑  Ketchum 2004, 259, 276쪽.
125. ↑  Larrabee 1964, 267쪽.
126. ↑  Ketchum 2004, 271, 275쪽.
127. ↑  Urwin, Gregory J. W. (2021년 10월 19일). “The Yorktown Tragedy: Washington's Slave Roundup”. 《Journal of the American Revolution》. 2022년 6월 10일에 확인함.
128. ↑  Hallahan 2004, 215–218, 245–246쪽.
129. ↑  Hallahan 2004, 233, 245쪽.
130. 1 2  Green 2005, 325쪽.
131. ↑  Hallahan 2004, 249–251쪽.
132. ↑  Larrabee 1964, 279–280쪽.
133. ↑  Larrabee 1964, 278쪽.
134. ↑  Green 2005, 322쪽.
135. ↑  Larrabee 1964, 274–276쪽.
136. ↑  Hallahan 2004, 210 252–253쪽.
137. ↑  Pancake 1985, 226쪽.
138. ↑  Dull 1975, 239, 247–248쪽.
139. ↑  “Colonial National Historical Park”. National Park Service. 2010년 11월 5일에 확인함.
140. ↑  “Cape Henry Memorial”. National Park Service. 2010년 11월 5일에 확인함.

### 참고 문헌
- Billias, George (1969). 《George Washington's Generals and Opponents: their Exploits and Leadership》. New York: Da Capo Press. ISBN 978-0-306-80560-8. OCLC 229206429.
- Campbell, Charles (1860). 《History of the Colony and Ancient Dominion of Virginia》. Philadelphia: J. B. Lippincott. ISBN 9780722209240. OCLC 2109795.
- Carrington, Henry Beebe (1876). 《Battles of the American Revolution, 1775–1781》. New York: A. S. Barnes. OCLC 33205321.
- Clary, David A (2007). 《Adopted Son: Washington, Lafayette, and the Friendship that Saved the Revolution》. New York: Bantam Books. ISBN 978-0-553-80435-5. OCLC 70407848.
- Dull, Jonathan R (1975). 《The French Navy and American Independence: A Study of Arms and Diplomacy, 1774–1787》. Princeton, NJ: Princeton University Press. ISBN 978-0-691-06920-3. OCLC 1500030.
- Fortescue, Sir John (1902). 《A History of the British Army, Volume 3》. London and New York: Macmillan. OCLC 1232998.
- Francisco, Peter (April 1905). 《Letter of Peter Francisco to the General Assembly》. 《The William and Mary Quarterly》 13 (Omohundro Institute of Early American History and Culture). 217–219쪽. doi:10.2307/1916145. JSTOR 1916145. 2010년 8월 27일에 확인함.
- Grainger, John (2005). 《The Battle of Yorktown, 1781: a Reassessment》. Woodbridge, NJ: Boydell Press. ISBN 978-1-84383-137-2. OCLC 232006312.
- de Grasse, François Joseph Paul;  외. (1864). 《The Operations of the French fleet under the Count de Grasse in 1781–2》. New York: The Bradford Club. OCLC 3927704.
- Greene, Jerome (2005). 《The Guns of Independence: The Siege of Yorktown, 1781》. New York: Savas Beatie. ISBN 1-932714-05-7. OCLC 60642656.
- Hallahan, William (2004). 《The Day the Revolution Ended》. Hoboken, NJ: John Wiley. ISBN 0-471-26240-4. OCLC 249579015.
- Johnston, Henry Phelps (1881). 《The Yorktown Campaign and the Surrender of Cornwallis, 1781》. New York: Harper & Bros. 34쪽. OCLC 426009.
- Ketchum, Richard M (2004). 《Victory at Yorktown: the campaign that won the Revolution》. New York: Henry Holt. ISBN 978-0-8050-7396-6. OCLC 54461977.
- Larrabee, Harold A (1964). 《Decision at the Chesapeake》. New York: Clarkson N. Potter. OCLC 426234.
- Linder, Bruce (2005). 《Tidewater's Navy: an Illustrated History》. Annapolis, MD: Naval Institute Press. ISBN 978-1-59114-465-6. OCLC 60931416.
- Lockhart, Paul (2008). 《The Drillmaster of Valley Forge: The Baron de Steuben and the Making of the American Army》. New York: Smithsonian Books (HarperCollins). ISBN 978-0-06-145163-8. OCLC 191930840.
- Maxwell, William (1850). 《The Virginia Historical Register and Literary Note Book, Volume 3》. Richmond, Virginia. 2010년 11월 5일에 확인함.
- Middleton, Richard (2014) "Naval Resources and the British Defeat at Yorktown, 1781," Mariner's Mirror, vol. 100, 29–43.
- Middleton, Richard (2011), The War of American Independence, 1775-1783. London: Pearson. ISBN 978-0-582-22942-6
- Morrill, Dan (1993). 《Southern Campaigns of the American Revolution》. Baltimore, MD: Nautical & Aviation Publishing. ISBN 1-877853-21-6. OCLC 231619453.
- Nelson, Paul David (1985). 《Anthony Wayne, Soldier of the Early Republic》. Bloomington, IN: Indiana University Press. ISBN 978-0-253-30751-4. OCLC 11518827.
- Pancake, John (1985). 《This Destructive War》. University, AL: University of Alabama Press. ISBN 0-8173-0191-7. OCLC 59831925.
- Randall, Willard Sterne (1990). 《Benedict Arnold: Patriot and Traitor》. New York: William Morrow. ISBN 1-55710-034-9. OCLC 21163135.
- Russell, David Lee (2000). 《The American Revolution in the Southern colonies》. Jefferson, NC: McFarland. ISBN 978-0-7864-0783-5. OCLC 248087936.
- Spears, John (1903). 《Anthony Wayne: Sometimes Called "Mad Anthony"》. New York: Appleton. ISBN 9780722293911. OCLC 317084163.
- Ward, Christopher (1952). 《War of the Revolution》. New York: Macmillan. OCLC 214962727.
- Wickwire, Franklin and Mary (1970). 《Cornwallis: The American Adventure》. Boston: Houghton Mifflin. OCLC 62690.
- 《Report on American Manuscripts, Volume 2》. Dublin: His Majesty's Stationery Office. 1906. OCLC 26700208.

## 추가 자료
- Borkow, Richard. George Washington's Westchester Gamble: The Encampment on the Hudson and the Trapping of Cornwallis. 2011. ISBN 978-1609490393.
- Clinton; Cornwallis (1888).  Benjamin F. Stevens, 편집. 《The campaign in Virginia, 1781 : an exact reprint of six rare pamphlets on the Clinton-Cornwallis controversy》 1. London : 4 Trafalgar Square, Charing Cross. an exact reprint of six rare pamphlets on the Clinton-Cornwallis controversy, with very numerous important unpublished manuscript notes by Sir Henry Clinton [in two volumes]
- Clinton; Cornwallis (1888).  Benjamin F. Stevens, 편집. 《The campaign in Virginia, 1781 : an exact reprint of six rare pamphlets on the Clinton-Cornwallis controversy》 2. London : 4 Trafalgar Square, Charing Cross. ... about 3456 papers relating to the Controversy or bearing on affairs in America, with biographical notices in a copious index
- Döhla, Johann Conrad (1990). 《A Hessian Diary of the American Revolution》. 번역 Burgoyne, Bruce E.. from the 1913 Bayreuth edition by W. Baron von Waldenfels 1판. Norman: University of Oklahoma Press. 163–74쪽. ISBN 0-8061-2254-4. LCCN 89025029. OCLC 44961155. OL 2203241M.